# 2025 en sport hippique
| Années du sport hippique : 2022 - 2023 - 2024 - 2025 - 2026 - 2027 - 2028    |
| Décennies du sport hippique : 1990 - 2000 - 2010 - 2020 - 2030 - 2040 - 2050 |

Cet article résume les faits marquants de l'année 2025 dans les courses de plat réservées aux pur-sang.

## Courses de plat

### Europe
| Cartier Racing Awards      | Cartier Racing Awards | Cartier Racing Awards | Cartier Racing Awards | Cartier Racing Awards | Cartier Racing Awards | Cartier Racing Awards           |
| -------------------------- | --------------------- | --------------------- | --------------------- | --------------------- | --------------------- | ------------------------------- |
| Récompense                 | Cheval                | Pays                  | Père                  | Entraineur            | Propriétaire          | Principales victoires en Europe |
| Cheval de l'année          |                       |                       |                       |                       |                       |                                 |
| Meilleur poulain de 3 ans  |                       |                       |                       |                       |                       |                                 |
| Meilleur cheval d'âge      |                       |                       |                       |                       |                       |                                 |
| Meilleur pouliche de 3 ans |                       |                       |                       |                       |                       |                                 |
| Meilleur poulain de 2 ans  |                       |                       |                       |                       |                       |                                 |
| Meilleur pouliche de 2 ans |                       |                       |                       |                       |                       |                                 |
| Meilleur sprinter          |                       |                       |                       |                       |                       |                                 |
| Meilleur stayer            |                       |                       |                       |                       |                       |                                 |

|                                               | France | Royaume-Uni | Irlande | Allemagne |
| Cravache d'or (par victoires)                 |        |             |         |           |
| Tête de liste des jockeys (par gains)         |        |             |         |           |
| Tête de liste des entraîneurs (par victoires) |        |             |         |           |
| Tête de liste des entraîneurs (par gains)     |        |             |         |           |
| Tête de liste des propriétaires (par gains)   |        |             |         |           |
| Tête de liste des étalons (par gains)         |        |             |         |           |

### France
| Classement de la Cravache d'or | Classement de la Cravache d'or | Victoirestoires |
| ------------------------------ | ------------------------------ | --------------- |
| Cravache d'or                  |                                |                 |
| Cravache d'argent              |                                |                 |
| Cravache de bronze             |                                |                 |
| Cravache d'or féminine         |                                |                 |

### États-Unis
| Eclipse Awards                       | Eclipse Awards | Eclipse Awards | Eclipse Awards | Eclipse Awards | Eclipse Awards | Eclipse Awards        |
| ------------------------------------ | -------------- | -------------- | -------------- | -------------- | -------------- | --------------------- |
| Récompense                           | Cheval         | Pays           | Père           | Entraineur     | Propriétaire   | Principales victoires |
| Cheval de l'année                    |                |                |                |                |                |                       |
| Meilleur pouliche de 3 ans           |                |                |                |                |                |                       |
| Meilleur poulain de 3 ans            |                |                |                |                |                |                       |
| Meilleur poulain de 2 ans            |                |                |                |                |                |                       |
| Meilleur pouliche de 2 ans           |                |                |                |                |                |                       |
| Cheval d'âge de l'année sur le gazon |                |                |                |                |                |                       |
| Jument d'âge de l'année sur le gazon |                |                |                |                |                |                       |
| Cheval d'âge de l'année sur le dirt  |                |                |                |                |                |                       |
| Jument d'âge de l'année sur le dirt  |                |                |                |                |                |                       |
| Meilleur sprinter                    |                |                |                |                |                |                       |
| Meilleur sprinteuse                  |                |                |                |                |                |                       |

| Tête de liste des jockeys (par victoires)   |
| Tête de liste des jockeys (par gains)       |
| Tête de liste des entraîneurs (par gains)   |
| Tête de liste des propriétaires (par gains) |
| Tête de liste des étalons                   |

### Japon
| JRA Racing Awards           | JRA Racing Awards | JRA Racing Awards | JRA Racing Awards        |
| --------------------------- | ----------------- | ----------------- | ------------------------ |
| Récompense                  | Cheval            | Père              | Principales performances |
| Cheval de l'année           |                   |                   |                          |
| Meilleur cheval d'âge       |                   |                   |                          |
| Meilleur poulain de 3 ans   |                   |                   |                          |
| Meilleur pouliche de 3 ans  |                   |                   |                          |
| Meilleur poulain de 2 ans   |                   |                   |                          |
| Meilleur pouliche de 2 ans  |                   |                   |                          |
| Meilleure jument d'âge      |                   |                   |                          |
| Meilleur Sprinter           |                   |                   |                          |
| Meilleur Miler              |                   |                   |                          |
| Meilleur cheval sur le dirt |                   |                   |                          |

| Tête de liste des jockeys (par victoires) |
| Tête de liste des jockeys (par gains)     |
| Tête de liste des entraîneurs (par gains) |
| Tête de liste des étalons                 |

### Australie
| Récompense        | Cheval      | Père         | Principales performances                                                                                         |
| Cheval de l'année | Via Sistina | Fastnet Rock | Cox Plate, Winx St., Turnbull St., Australian Champion St., Verry Elleegant St., Ranvet St., Queen Elizabeth St. |

### Ratings

#### Chevaux
Les plus hauts ratings de l'année, décernée par la FIAH.
| Rang | Cheval | Nationalité | Père | Rating | Distance | Surface | Performance de référence |
| 1    |        |             |      |        |          |         |                          |
| 1    |        |             |      |        |          |         |                          |
| 3    |        |             |      |        |          |         |                          |
| 4    |        |             |      |        |          |         |                          |
| 5    |        |             |      |        |          |         |                          |
| 5    |        |             |      |        |          |         |                          |
| 5    |        |             |      |        |          |         |                          |
| 5    |        |             |      |        |          |         |                          |
| 5    |        |             |      |        |          |         |                          |
| 10   |        |             |      |        |          |         |                          |

#### Courses
Les dix meilleures courses de l'année par la moyenne des rating FIAH des quatre premiers.
| Rang | Course | Hippodrome | Pays | Distance | Surface | Premier | Deuxième | Troisième | Quatrième | Rating |
| 1    |        |            |      |          |         |         |          |           |           |        |
| 2    |        |            |      |          |         |         |          |           |           |        |
| 3    |        |            |      |          |         |         |          |           |           |        |
| 4    |        |            |      |          |         |         |          |           |           |        |
| 5    |        |            |      |          |         |         |          |           |           |        |
| 5    |        |            |      |          |         |         |          |           |           |        |
| 5    |        |            |      |          |         |         |          |           |           |        |
| 8    |        |            |      |          |         |         |          |           |           |        |
| 9    |        |            |      |          |         |         |          |           |           |        |
| 10   |        |            |      |          |         |         |          |           |           |        |
| 10   |        |            |      |          |         |         |          |           |           |        |

### Résultats des courses majeures

#### Résultats des courses majeures en France

##### Courses de groupe I
| Date         | Course                        | Hippodrome  | Vainqueur        | Pays        | Père            | Jockey               | Entraîneur          | Propriétaire           | Deuxième          | Troisième          |
| ------------ | ----------------------------- | ----------- | ---------------- | ----------- | --------------- | -------------------- | ------------------- | ---------------------- | ----------------- | ------------------ |
| 27 avril     | Prix Ganay                    | Longchamp   | Sosie            | France      | Sea The Stars   | Maxime Guyon         | André Fabre         | Wertheimer & Frère     | Map of Stars      | Royal Rhyme        |
| 11 mai       | Poule d'Essai des Pouliches   | Deauville   | Zarigana         | France      | Siyouni         | Mickaël Barzalona    | Francis-H. Graffard | S.A. Aga Khan          | She's Perfect     | Mandanaba          |
| 11 mai       | Poule d'Essai des Poulains    | Deauville   | Henri Matisse    | Irlande     | Wootton Bassett | Ryan Moore           | Aidan O'Brien       | Coolmore               | Jonquil           | Camille Pissarro   |
| 25 mai       | Prix d'Ispahan                | Longchamp   | Sosie            | France      | Sea The Stars   | Maxime Guyon         | André Fabre         | Wertheimer & Frère     | Sardinian Warrior | Horizon Doré       |
| 25 mai       | Prix Vicomtesse Vigier        | Longchamp   | Candelari        | France      | Frankel         | Clément Lecœuvre     | Francis-H. Graffard | S.A. Aga Khan          | Sevenna's Knight  | Présage Nocturne   |
| 1er juin     | Prix du Jockey Club           | Chantilly   | Camille Pissarro | Irlande     | Wootton Bassett | Ryan Moore           | Aidan O'Brien       | Coolmore               | Cualificar        | Detain             |
| 15 juin      | Prix de Diane                 | Chantilly   | Gezora           | France      | Almanzor        | Christophe Soumillon | Francis-H. Graffard | White Birch Farm       | Bedtime Story     | Cankoura           |
| 29 juin      | Grand Prix de Saint-Cloud     | Saint-Cloud | Calandagan       | France      | Gleneagles      | Mickaël Barzalona    | Francis-H. Graffard | S.A. Aga Khan          | Aventure          | Junko              |
| 6 juillet    | Prix Jean Prat                | Deauville   | Woodshauna       | France      | Wooded          | Christophe Soumillon | Francis-H. Graffard | Resolute Bloodstock    | Maranoa Charlie   | The Lion In Winter |
| 13 juillet   | Grand Prix de Paris           | Longchamp   | Leffard          | France      | Le Havre        | Cristian Demuro      | Jean-Claude Rouget  | G. Augustin-Normand    | Trinity College   | New Ground         |
| 3 août       | Prix Rothschild               | Deauville   | Fallen Angel     | Royaume-Uni | Too Darn Hot    | Daniel Tudhope       | Karl Burke          | Wathnan Racing         | January           | Start of Day       |
| 10 août      | Prix Maurice de Gheest        | Deauville   | Sajir            | France      | Make Believe    | Oisin Murphy         | André Fabre         | Prince A. Faisal       | Lazzat            | Woodshauna         |
| 17 août      | Prix Jacques Le Marois        | Deauville   | Diego Velazquez  | Irlande     | Frankel         | Christophe Soumillon | Aidan O'Brien       | Coolmore & S. Sangster | Notable Speech    | Dancing Gemini     |
| 23 août      | Prix Morny                    | Deauville   |                  |             |                 |                      |                     |                        |                   |                    |
| 18 août      | Prix Jean Romanet             | Deauville   |                  |             |                 |                      |                     |                        |                   |                    |
| 8 septembre  | Prix du Moulin de Longchamp   | Longchamp   |                  |             |                 |                      |                     |                        |                   |                    |
| 15 septembre | Prix Vermeille                | Longchamp   |                  |             |                 |                      |                     |                        |                   |                    |
| 5 octobre    | Prix du Cadran                | Longchamp   |                  |             |                 |                      |                     |                        |                   |                    |
| 5 octobre    | Prix de Royallieu             | Longchamp   |                  |             |                 |                      |                     |                        |                   |                    |
| 6 octobre    | Prix Jean-Luc Lagardère       | Longchamp   |                  |             |                 |                      |                     |                        |                   |                    |
| 6 octobre    | Prix Marcel Boussac           | Longchamp   |                  |             |                 |                      |                     |                        |                   |                    |
| 6 octobre    | Prix de la Forêt              | Longchamp   |                  |             |                 |                      |                     |                        |                   |                    |
| 6 octobre    | Prix de l'Abbaye de Longchamp | Longchamp   |                  |             |                 |                      |                     |                        |                   |                    |
| 6 octobre    | Prix de l'Opéra               | Longchamp   |                  |             |                 |                      |                     |                        |                   |                    |
| 6 octobre    | Prix de l'Arc de Triomphe     | Longchamp   |                  |             |                 |                      |                     |                        |                   |                    |
| 27 octobre   | Critérium International       | Longchamp   |                  |             |                 |                      |                     |                        |                   |                    |
| 27 octobre   | Critérium de Saint-Cloud      | Saint-Cloud |                  |             |                 |                      |                     |                        |                   |                    |
| 27 octobre   | Prix Royal-Oak                | Longchamp   |                  |             |                 |                      |                     |                        |                   |                    |

##### Courses de groupe II
| Date         | Course                        | Hippodrome  | Vainqueur    | Pays        | Père           | Jockey               | Entraîneur           | Propriétaire                         | Deuxième        | Troisième     |
| ------------ | ----------------------------- | ----------- | ------------ | ----------- | -------------- | -------------------- | -------------------- | ------------------------------------ | --------------- | ------------- |
| 6 avril      | Prix d'Harcourt               | Longchamp   | Map of Stars | France      | Sea The Stars  | James Doyle          | Francis-H. Graffard  | Wathnan Racing                       | Horizon Doré    | Certain Lad   |
| 1er mai      | Prix du Muguet                | Saint-Cloud | Tribalist    | France      | Farhh          | Mickaël Barzalona    | André Fabre          | Godolphin                            | Vertbois        | Zoom          |
| 11 mai       | Prix Saint-Alary              | Longchamp   | Gezora       | France      | Almanzor       | Mickaël Barzalona    | Francis-H. Graffard  | White Birch Farm                     | Audubon Park    | Flaming Stone |
| 20 mai       | Prix Corrida                  | Saint-Cloud | Aventure     | France      | Sea The Stars  | Maxime Guyon         | Christophe Ferland   | Wertheimer & Frère                   | Survie          | Grand Stars   |
| 1er juin     | Prix de Sandringham           | Chantilly   | Godspeed     | France      | Hello Youmzain | Christophe Soumillon | Carlos & Yann Lerner | P. Bradley, F. Hinderze & Écurie JML | Eponine         | Betty Clover  |
| 1er juin     | Grand Prix de Chantilly       | Chantilly   | Arrow Eagle  | France      | Gleneagles     | Cristian Demuro      | Jean-Claude Rouget   | Waltraut Spanner                     | Sibayan         | Junko         |
| 29 juin      | Prix Eugène Adam              | Saint-Cloud | Daryz        | France      | Sea The Stars  | Mickaël Barzalona    | Francis-H. Graffard  | S.A. Aga Khan                        | Bay City Roller | Sinileo       |
| 13 juillet   | Prix de Malleret              | Saint-Cloud | Qilin Queen  | Royaume-Uni | Pinatubo       | Kieran Shoemark      | Ed Walker            | TBT Racing                           | Sunly           | Rabbit's Foot |
| 13 juillet   | Prix Maurice de Nieuil        | Longchamp   | Sibayan      | France      | Blame          | Mickaël Barzalona    | Francis-H. Graffard  | Aga Khan Studs                       | Internaute      | Double Major  |
| 20 juillet   | Prix Robert Papin             | Chantilly   | Green Sense  | Irlande     | Starman        | Maxime Guyon         | Joseph O'Brien       | Simon Munir & Isaac Souede           | Super Soldier   | Tadej         |
| 16 août      | Prix Guillaume d'Ornano       | Deauville   | Alohi Alii   | Japon       | Duramente      | Christophe Lemaire   | Hiroyasu Tanaka      | Tsuyoshi Suzuki                      | Rashabar        | Cualificar    |
| 17 août      | Prix du Calvados              | Deauville   |              |             |                |                      |                      |                                      |                 |               |
| 17 août      | Prix de Pomone                | Deauville   |              |             |                |                      |                      |                                      |                 |               |
| 18 août      | Prix Alec Head                | Deauville   |              |             |                |                      |                      |                                      |                 |               |
| 18 août      | Prix Kergorlay                | Deauville   |              |             |                |                      |                      |                                      |                 |               |
| 25 août      | Grand Prix de Deauville       | Deauville   |              |             |                |                      |                      |                                      |                 |               |
| 12 septembre | Prix d'Aumale                 | Longchamp   |              |             |                |                      |                      |                                      |                 |               |
| 15 septembre | Prix Niel                     | Longchamp   |              |             |                |                      |                      |                                      |                 |               |
| 15 septembre | Prix Foy                      | Longchamp   |              |             |                |                      |                      |                                      |                 |               |
| 5 octobre    | Prix Chaudenay                | Longchamp   |              |             |                |                      |                      |                                      |                 |               |
| 5 octobre    | Prix Daniel Wildenstein       | Longchamp   |              |             |                |                      |                      |                                      |                 |               |
| 5 octobre    | Prix Dollar                   | Longchamp   |              |             |                |                      |                      |                                      |                 |               |
| 12 octobre   | Critérium de Maisons-Laffitte | Chantilly   |              |             |                |                      |                      |                                      |                 |               |
| 20 octobre   | Prix du Conseil de Paris      | Longchamp   |              |             |                |                      |                      |                                      |                 |               |

##### Courses de groupe III
| Date          | Course                       | Hippodrome       | Vainqueur        | Pays        | Père               | Jockey               | Entraîneur          | Propriétaire                        | Deuxième          | Troisième        |
| ------------- | ---------------------------- | ---------------- | ---------------- | ----------- | ------------------ | -------------------- | ------------------- | ----------------------------------- | ----------------- | ---------------- |
| 16 mars       | Prix Exbury                  | Saint-Cloud      | Map of Stars     | France      | Sea The Stars      | James Doyle          | Francis-H. Graffard | Wathnan Racing                      | First Look        | Sevenna's Knight |
| 1er avril     | Prix Edmond Blanc            | Saint-Cloud      | Alcantor         | France      | New Bay            | Alexis Pouchin       | André Fabre         | Édouard de Rothschild               | Marhaba Ya Sanafi | Tumbler          |
| 1er avril     | Prix Pénélope                | Saint-Cloud      | Tajlina          | France      | Kingman            | Mickaël Barzalona    | Francis-H. Graffard | Al Asayl France                     | Jones             | Kiamba           |
| 6 avril       | Prix Vanteaux                | Longchamp        | Mandanaba        | France      | Ghaiyyath          | Mickaël Barzalona    | Francis-H. Graffard | S.A. Aga Khan                       | Flaming Stone     | Gezora           |
| 6 avril       | Prix La Force                | Longchamp        | Cualificar       | France      | Lope de Vega       | Alexis Pouchin       | André Fabre         | Godolphin                           | Azimpour          | New Ground       |
| 8 avril       | Prix Djebel                  | Deauville        | Maranoa Charlie  | France      | Wootton Bassett    | Aurélien Lemaître    | Christopher Head    | P. Maher, C. Fitzgerald & J. Baxter | Silius            | Woodshauna       |
| 8 avril       | Prix Imprudence              | Deauville        | Better Together  | France      | Oasis Dream        | Alexis Pouchin       | André Fabre         | Juddmonte Farms                     | Ghoufrann         | Daylight         |
| 13 avril      | Prix Noailles                | Longchamp        | Uther            | France      | Camelot            | Mickaël Barzalona    | Christophe Ferland  | Wertheimer & Frère                  | Nitoi             | Sirius Brown     |
| 13 avril      | Prix de la Grotte            | Longchamp        | Zarigana         | France      | Siyouni            | Mickaël Barzalona    | Francis-H. Graffard | S.A. Aga Khan                       | She's Perfect     | Godspeed         |
| 13 avril      | Prix de Fontainebleau        | Longchamp        | Ridari           | France      | Churchill          | Mickaël Barzalona    | Mikel Delzangles    | S.A. Aga Khan                       | Sahlan            | Misunderstood    |
| 14 avril      | Prix Sigy                    | Chantilly        | Arizona Blaze    | Irlande     | Sergei Prokofiev   | David Egan           | Adrian Murray       | AMO Racing Ltd & G. de Aguiar       | Estepona          | Polyvega         |
| 18 avril      | Prix Cléopâtre               | Saint-Cloud      | Zia Agnese       | France      | Romanised          | Ronan Thomas         | Gianluca Bertolini  | G. d'Amato & R. Marini              | Tajlina           | Indalimos        |
| 27 avril      | Prix de Barbeville           | Longchamp        | Présage Nocturne | France      | Wootton Bassett    | Stéphane Pasquier    | Alessandro Botti    | P. Zambelli & R. Khaddam            | Internaute        | Candelari        |
| 27 avril      | Prix Allez France            | Longchamp        | Aventure         | France      | Sea The Stars      | Maxime Guyon         | Christophe Ferland  | Wertheimer & Frère                  | Mme Jourdain      | Euboa            |
| 4 mai         | Prix d'Hédouville            | Longchamp        | Arrow Eagle      | France      | Gleneagles         | Cristian Demuro      | Jean-Claude Rouget  | Waltraut Spanner                    | Sibayan           | Sevenna's Knight |
| 6 mai         | Prix de Guiche               | Chantilly        | Cualificar       | France      | Lope de Vega       | Alexis Pouchin       | André Fabre         | Godolphin                           | Al Aali           | Curragh Camp     |
| 9 mai         | Prix Greffulhe               | Saint-Cloud      | Midak            | France      | Footstepinthesand  | Mickaël Barzalona    | Francis-H. Graffard | S.A. Aga Khan                       | Dioptase          | Uther            |
| 11 mai        | Prix de Saint-Georges        | Longchamp        | Mgheera          | France      | Zoustar            | Oisin Murphy         | Ed Walker           | Lord Lloyd Webber & Arthur Mitchell | Ciao Pa'          | Ponntos          |
| 17 mai        | Prix Texanita                | Chantilly        | Woodshauna       | France      | Wooded             | Christophe Soumillon | Francis-H. Graffard | Al Shaqab Racing                    | Time For Sandals  | Polyvega         |
| 22 mai        | Prix Hocquart                | Longchamp        | Rafale Design    | France      | Starspangledbanner | Christophe Soumillon | Yann Barberot       | Laurent Dassault                    | Asramani          | Zarakchic        |
| 25 mai        | Prix du Palais Royal         | Longchamp        | Topgear          | France      | Wootton Bassett    | Stéphane Pasquier    | Christopher Head    | Hisaaki Saito                       | Sajir             | King Gold        |
| 1er juin      | Prix du Gros-Chêne           | Chantilly        | Monteille        | France      | Cable Bay          | Cristian Demuro      | Mario Baratti       | Gérard Augustin-Normand             | Lesslepasser      | Ponntos          |
| 1er juin      | Prix de Royaumont            | Chantilly        | Sunly            | France      | Night of Thunder   | Christophe Soumillon | Francis-H. Graffard | Juddmonte Farms                     | Indalimos         | Eleganz          |
| 8 juin        | La Coupe                     | Longchamp        | Goliath          | France      | Adlerflug          | Christophe Soumillon | Francis-H. Graffard | Resolute Bloodstock                 | Grand Stars       | Augustus         |
| 8 juin        | Prix Paul de Moussac         | Chantilly        | Maranoa Charlie  | France      | Wootton Bassett    | Aurélien Lemaître    | Christopher Head    | P. Maher, C. Fitzgerald & J. Baxter | Silius            | Polyvega         |
| 15 juin       | Prix du Lys                  | Longchamp        | Rafale Design    | France      | Starspangledbanner | Christophe Soumillon | Yann Barberot       | Laurent Dassault                    | Surabad           | Oracle           |
| 15 juin       | Prix Bertrand du Breuil      | Chantilly        | Zabiari          | France      | Wootton Bassett    | Mickaël Barzalona    | Francis-H. Graffard | S.A. Aga Khan                       | Marhaba Ya Sanafi | Make Me King     |
| 15 juin       | Prix du Bois                 | Chantilly        | Moojeed          | France      | Dark Angel         | Mickaël Barzalona    | Francis-H. Graffard | Cheikh Ahmed Al Maktoum             | Ali Shuffle       | Imperial Me Cen  |
| 19 juin       | Prix de la Porte Maillot     | Longchamp        | King Gold        | France      | Anodin             | Stéphane Pasquier    | Nicolas Caullery    | C. Wingtans & N. Caullery           | Siam Paragon      | Polyvega         |
| 6 juillet     | Prix de Ris-Orangis          | Deauville        | Beauvatier       | France      | Lope de Vega       | Alexis Pouchin       | Yann Barberot       | Ph. Allaire, Etreham & LNJ Foxwoods | Spycatcher        | Tribalist        |
| 16 juillet    | Grand Prix de Vichy          | Vichy            | Mont de Soleil   | France      | Siyouni            | Mickaël Barzalona    | Francis-H. Graffard | Al Asayl France                     | Casapueblo        | Woodchuck        |
| 20 juillet    | Prix Chloé                   | Chantilly        | Rosa Salvaje     | France      | Maximum Security   | Stéphane Pasquier    | Christopher Head    | F. Defosse, F. Sauque & al.         | Cathedral         | Relaxx           |
| 20 juillet    | Prix Messidor                | Chantilly        | Quddwah          | Royaume-Uni | Kingman            | Callum Shepherd      | Ed & Simon Crisford | Cheikh Ahmed Al Maktoum             | Geography         | Ridari           |
| 3 août        | Prix de Cabourg              | Deauville        | Tadej            | Royaume-Uni | Ardad              | Hollie Doyle         | Archie Watson       | Jinky Farms & Partner               | Afjan             | Jeudixx          |
| 3 août        | Prix de Psyché               | Deauville        | Cankoura         | France      | Persian King       | Mickaël Barzalona    | Francis-H. Graffard | S.A. Aga Khan                       | Life Is Beautiful | Zia Agnese       |
| 3 août        | Prix Six Perfections         | Deauville        | Green Spirit     | France      | Kingman            | Maxime Guyon         | Christopher Head    | Wertheimer & Frère                  | Balantina         | Narissa          |
| 9 août        | Prix de Reux                 | Deauville        | Marquisat        | France      | Zarak              | Cristian Demuro      | André Fabre         | Godolphin                           | Simca Mille       | Sevenna's Knight |
| 10 août       | Prix Daphnis                 | Deauville        | Sahlan           | France      | Wootton Bassett    | Mickaël Barzalona    | Francis-H. Graffard | Al Shaqab Racing                    | Ciaran            | Silius           |
| 16 août       | Prix de Lieurey              | Deauville        | Better Together  | France      | Oasis Dream        | Alexis Pouchin       | André Fabre         | Juddmonte Farms                     | Relaxx            | Simmering        |
| 16 août       | Prix Gontaut-Biron           | Deauville        | First Look       | France      | Lope de Vega       | James Doyle          | André Fabre         | Wathnan Racing                      | Goliath           | Woodchuck        |
| 17 août       | Prix François Boutin         | Deauville        | Rayif            | France      | Sea The Moon       | Mickaël Barzalona    | Francis-H. Graffard | S.A. Aga Khan                       | Andab             | Daytona          |
| 17 août       | Prix Minerve                 | Deauville        | Indalimos        | France      | Cloth of Stars     | Alexis Pouchin       | André Fabre         | Yves Burrus                         | Consent           | Rabbit's Foot    |
| 25 août       | Prix Quincey                 | Deauville        |                  |             |                    |                      |                     |                                     |                   |                  |
| 25 août       | Prix de Meautry              | Deauville        |                  |             |                    |                      |                     |                                     |                   |                  |
| 1er septembre | Prix d'Arenberg              | Longchamp        |                  |             |                    |                      |                     |                                     |                   |                  |
| 1er septembre | Prix Gérald de Geoffre       | Longchamp        |                  |             |                    |                      |                     |                                     |                   |                  |
| 8 septembre   | Prix La Rochette             | Longchamp        |                  |             |                    |                      |                     |                                     |                   |                  |
| 8 septembre   | Prix du Prince d'Orange      | Longchamp        |                  |             |                    |                      |                     |                                     |                   |                  |
| 8 septembre   | La Coupe de Maisons-Laffitte | Longchamp        |                  |             |                    |                      |                     |                                     |                   |                  |
| 8 septembre   | Prix Gladiateur              | Longchamp        |                  |             |                    |                      |                     |                                     |                   |                  |
| 12 septembre  | Prix des Chênes              | Longchamp        |                  |             |                    |                      |                     |                                     |                   |                  |
| 15 septembre  | Prix du Petit Couvert        | Longchamp        |                  |             |                    |                      |                     |                                     |                   |                  |
| 15 septembre  | Prix du Pin                  | Longchamp        |                  |             |                    |                      |                     |                                     |                   |                  |
| 21 septembre  | Prix Eclipse                 | Chantilly        |                  |             |                    |                      |                     |                                     |                   |                  |
| 21 septembre  | Prix Bertrand de Tarragon    | Chantilly        |                  |             |                    |                      |                     |                                     |                   |                  |
| 21 septembre  | Prix de Condé                | Longchamp        |                  |             |                    |                      |                     |                                     |                   |                  |
| 4 octobre     | Prix Thomas Bryon            | Saint-Cloud      |                  |             |                    |                      |                     |                                     |                   |                  |
| 21 octobre    | Prix des Réservoirs          | Deauville        |                  |             |                    |                      |                     |                                     |                   |                  |
| 27 octobre    | Prix Perth                   | Saint-Cloud      |                  |             |                    |                      |                     |                                     |                   |                  |
| 27 octobre    | Prix de Flore                | Saint-Cloud      |                  |             |                    |                      |                     |                                     |                   |                  |
| 27 octobre    | Prix Belle de Nuit           | Saint-Cloud      |                  |             |                    |                      |                     |                                     |                   |                  |
|               | Prix de Seine-et-Oise        | Maisons-Laffitte |                  |             |                    |                      |                     |                                     |                   |                  |
|               | Prix Miesque                 | Maisons-Laffitte |                  |             |                    |                      |                     |                                     |                   |                  |
|               | Prix Fille de l'Air          | Toulouse         |                  |             |                    |                      |                     |                                     |                   |                  |

#### Résultats des courses majeures au Royaume-Uni

##### Courses de groupe I
| Date         | Course                                       | Hippodrome | Vainqueur          | Pays        | Père             | Jockey            | Entraîneur          | Propriétaire                   | Deuxième       | Troisième        |
| ------------ | -------------------------------------------- | ---------- | ------------------ | ----------- | ---------------- | ----------------- | ------------------- | ------------------------------ | -------------- | ---------------- |
| 3 mai        | 2000 Guineas Stakes                          | Newmarket  | Ruling Court       | Royaume-Uni | Justify          | William Buick     | Charlie Appleby     | Godolphin                      | Field of Gold  | Shadow of Light  |
| 4 mai        | 1000 Guineas Stakes                          | Newmarket  | Desert Flower      | Royaume-Uni | Night of Thunder | William Buick     | Charlie Appleby     | Godolphin                      | Flight         | Simmering        |
| 17 mai       | Lockinge Stakes                              | Newbury    | Lead Artist        | Royaume-Uni | Dubawi           | Oisin Murphy      | John & Thady Gosden | Juddmonte Farms                | Dancing Gemini | Rosallion        |
| 6 juin       | Coronation Cup                               | Epsom      | Jan Brueghel       | Irlande     | Galileo          | Ryan Moore        | Aidan O'Brien       | Coolmore                       | Calandagan     | Giavellotto      |
| 6 juin       | Oaks d'Epsom                                 | Epsom      | Minnie Hauk        | Irlande     | Frankel          | Ryan Moore        | Aidan O'Brien       | Coolmore                       | Whirl          | Desert Flower    |
| 7 juin       | Derby d'Epsom                                | Epsom      | Lambourn           | Irlande     | Australia        | Wayne Lordan      | Aidan O'Brien       | Coolmore                       | Lazy Griff     | Tennessee Stud   |
| 17 juin      | Queen Anne Stakes                            | Ascot      | Docklands          | Royaume-Uni | Massaat          | Mark Zahra        | Harry Eustace       | OTI Racing                     | Rosallion      | Cairo            |
| 17 juin      | St. James's Palace Stakes                    | Ascot      | Field of Gold      | Royaume-Uni | Kingman          | Colin Keane       | John & Thady Gosden | Juddmonte Farms                | Henri Matisse  | Ruling Court     |
| 17 juin      | King Charles III Stakes                      | Ascot      | American Affair    | Royaume-Uni | Washington DC    | Paul Mulrennan    | Jim Goldie          | Barraston Racing & J.S. Goldie | Frost At Dawn  | Regional         |
| 18 juin      | Prince of Wales's Stakes                     | Ascot      | Ombudsman          | Royaume-Uni | Night of Thunder | William Buick     | John & Thady Gosden | Godolphin                      | Anmaat         | See The Fire     |
| 19 juin      | Gold Cup                                     | Ascot      | Trawlerman         | Royaume-Uni | Golden Horn      | William Buick     | John & Thady Gosden | Godolphin                      | Illinois       | Dubai Future     |
| 20 juin      | Commonwealth Cup                             | Ascot      | Time For Sandals   | Royaume-Uni | Sands of Mali    | Richard Kingscote | Harry Eustace       | D. Bevan                       | Arizona Blaze  | Rayevka          |
| 20 juin      | Coronation Stakes                            | Ascot      | Cercene            | Royaume-Uni | Australia        | Gary F. Carroll   | Joseph F. Murphy    | S. R. Stafford                 | Zarigana       | January          |
| 21 juin      | Queen Elizabeth II Jubilee Stakes            | Ascot      | Lazzat             | France      | Territories      | James Doyle       | Jérôme Reynier      | Wathnan Racing                 | Satono Reve    | Flora of Bermuda |
| 5 juillet    | Eclipse Stakes                               | Sandown    | Delacroix          | Irlande     | Dubawi           | Ryan Moore        | Aidan O'Brien       | Coolmore                       | Ombudsman      | Ruling Court     |
| 11 juillet   | Falmouth Stakes                              | Newmarket  | Cinderella's Dream | Royaume-Uni | Shamardal        | William Buick     | Charlie Appleby     | Godolphin                      | January        | Crimson Advocate |
| 12 juillet   | July Cup                                     | Newmarket  | No Half Measures   | Royaume-Uni | Cable Bay        | Neil Callan       | Richard Hughes      | Richard P. Gallagher           | Big Mojo       | Run to Freedom   |
| 26 juillet   | King George VI and Queen Elizabeth Stakes    | Ascot      | Calandagan         | France      | Gleneagles       | Mickaël Barzalona | Francis-H. Graffard | S.A. Aga Khan                  | Kalpana        | Rebel's Romance  |
| 29 juillet   | Goodwood Cup                                 | Goodwood   | Scandinavia        | Irlande     | Justify          | Wayne Lordan      | Aidan O'Brien       | Coolmore                       | Illinois       | Sweet Williams   |
| 30 juillet   | Sussex Stakes                                | Goodwood   | Qirat              | Royaume-Uni | Showcasing       | Richard Kingscote | Ralph Beckett       | Juddmonte Farms                | Rosallion      | Henri Matisse    |
| 31 juillet   | Nassau Stakes                                | Goodwood   | Whirl              | Irlande     | Wootton Bassett  | Ryan Moore        | Aidan O'Brien       | Coolmore                       | Cercene        | See The Fire     |
| 21 août      | International Stakes                         | York       |                    |             |                  |                   |                     |                                |                |                  |
| 22 août      | Yorkshire Oaks                               | York       |                    |             |                  |                   |                     |                                |                |                  |
| 23 août      | Nunthorpe Stakes                             | York       |                    |             |                  |                   |                     |                                |                |                  |
| 24 août      | City of York Stakes                          | York       |                    |             |                  |                   |                     |                                |                |                  |
| 7 septembre  | Sprint Cup                                   | Haydock    |                    |             |                  |                   |                     |                                |                |                  |
| 14 septembre | St Leger Stakes                              | Doncaster  |                    |             |                  |                   |                     |                                |                |                  |
| 28 septembre | Cheveley Park Stakes                         | Newmarket  |                    |             |                  |                   |                     |                                |                |                  |
| 28 septembre | Middle Park Stakes                           | Newmarket  |                    |             |                  |                   |                     |                                |                |                  |
| 5 octobre    | Sun Chariot Stakes                           | Newmarket  |                    |             |                  |                   |                     |                                |                |                  |
| 11 octobre   | Fillies' Mile                                | Newmarket  |                    |             |                  |                   |                     |                                |                |                  |
| 12 octobre   | Dewhurst Stakes                              | Newmarket  |                    |             |                  |                   |                     |                                |                |                  |
| 19 octobre   | British Champions Long Distance Cup          | Ascot      |                    |             |                  |                   |                     |                                |                |                  |
| 19 octobre   | British Champions Sprint Stakes              | Ascot      |                    |             |                  |                   |                     |                                |                |                  |
| 19 octobre   | British Champions Fillies' and Mares' Stakes | Ascot      |                    |             |                  |                   |                     |                                |                |                  |
| 19 octobre   | Queen Elizabeth II Stakes                    | Ascot      |                    |             |                  |                   |                     |                                |                |                  |
| 19 octobre   | Champion Stakes                              | Ascot      |                    |             |                  |                   |                     |                                |                |                  |
| 26 octobre   | Futurity Trophy                              | Doncaster  |                    |             |                  |                   |                     |                                |                |                  |

##### Courses de groupe II
| Date         | Course                      | Hippodrome | Vainqueur          | Pays        | Père               | Jockey           | Entraîneur             | Propriétaire                        | Deuxième           | Troisième          |
| ------------ | --------------------------- | ---------- | ------------------ | ----------- | ------------------ | ---------------- | ---------------------- | ----------------------------------- | ------------------ | ------------------ |
| 25 avril     | Sandown Mile                | Sandown    | Dancing Gemini     | Royaume-Uni | Camelot            | Rossa Ryan       | Roger Teal             | Fishdance Ltd                       | Tamfana            | Cicero's Gift      |
| 2 mai        | Jockey Club Stakes          | Newmarket  | Bellum Justum      | Royaume-Uni | Sea The Stars      | Oisin Murphy     | Andrew Balding         | King Power Racing Co. Ltd           | Silver Knott       | Divina Grace       |
| 5 mai        | Dahlia Stakes               | Newmarket  | Cinderella's Dream | Royaume-Uni | Shamardal          | William Buick    | Charlie Appleby        | Godolphin                           | Elmalka            | Beautiful Love     |
| 9 mai        | Huxley Stakes               | Chester    | The Foxes          | Royaume-Uni | Chruchill          | Oisin Murphy     | Andrew Balding         | King Power Racing Co. Ltd           | Cairo              | Liberty Lane       |
| 14 mai       | Duke of York Stakes         | York       | Inisherin          | Royaume-Uni | Shamardal          | Ryan Moore       | Kevin Ryan             | Cheikh M. Obaid Al Maktoum          | Flora of Bermuda   | Night Raider       |
| 15 mai       | Middleton Stakes            | York       | See The Fire       | Royaume-Uni | Sea The Stars      | Oisin Murphy     | Andrew Balding         | J.C. Smith                          | Beautiful Love     | Royal Dress        |
| 15 mai       | Dante Stakes                | York       | Pride of Arras     | Royaume-Uni | New Bay            | Rossa Ryan       | Ralph Beckett          | David Aykroyd                       | Damysus            | Wimbledon Hawkeye  |
| 17 mai       | Yorkshire Cup               | York       | Rebel's Romance    | Royaume-Uni | Dubawi             | William Buick    | Charlie Appleby        | Godolphin                           | Epic Poet          | Sweet William      |
| 24 mai       | Sandy Lane Stakes           | Haydock    | Symbol of Honour   | Royaume-Uni | Havana Grey        | William Buick    | Charlie Appleby        | Godolphin                           | Arabian Dusk       | First Instinct     |
| 24 mai       | Temple Stakes               | Haydock    | Mgheera            | France      | Zoustar            | William Buick    | Ed Walker              | Lord Lloyd Webber & Arthur Mitchell | She's Quality      | Washington Heights |
| 17 juin      | Coventry Stakes             | Ascot      | Gstaad             | Irlande     | Starspangledbanner | Ryan Moore       | Aidan O'Brien          | Coolmore                            | Do Or Do Not       | Coppull            |
| 18 juin      | Queen Mary Stakes           | Ascot      | True Love          | Irlande     | No Nay Never       | Ryan Moore       | Aidan O'Brien          | Coolmore                            | Flowerhead         | Lennilu            |
| 18 juin      | Queen's Vase                | Ascot      | Carmers            | Irlande     | Wootton Bassett    | William J. Lee   | Paddy Twomey           | Fiona Carmichael                    | Furthur            | Rahiebb            |
| 18 juin      | Duke of Cambridge Stakes    | Ascot      | Crimson Advocate   | États-Unis  | Nyquist            | James Mc Donald  | John & Thady Gosden    | Wathnan Racing                      | Cinderella's Dream | Fallen Angel       |
| 19 juin      | Norfolk Stakes              | Ascot      | Charles Darwin     | Irlande     | No Nay Never       | Ryan Moore       | Aidan O'Brien          | Coolmore                            | Wise Approach      | Sandal's Song      |
| 19 juin      | Ribblesdale Stakes          | Ascot      | Garden of Eden     | Irlande     | Saxon Warrior      | Ryan Moore       | Aidan O'Brien          | Coolmore                            | Understudy         | Catalina Delcarpio |
| 20 juin      | King Edward VII Stakes      | Ascot      | Amiloc             | Royaume-Uni | Postponed          | Rossa Ryan       | Ralph Beckett          | David Aykroyd                       | Zahrann            | Galveston          |
| 21 juin      | Hardwicke Stakes            | Ascot      | Rebel's Romance    | Royaume-Uni | Dubawi             | William Buick    | Charlie Appleby        | Godolphin                           | Al Riffa           | Ghostwriter        |
| 5 juillet    | Lancashire Oaks             | Haydock    | Estrange           | Royaume-Uni | Night of Thunder   | Daniel Tudhope   | David O'Meara          | Cheveley Park Stud                  | Scenic             | Love Talk          |
| 10 juillet   | July Stakes                 | Newmarket  | Zavateri           | Royaume-Uni | Without Parole     | Charles Bishop   | Eve Johnson Houghton   | Mick & Janice Mariscotti            | Do Or Do Not       | Jel Pepper         |
| 10 juillet   | Princess of Wales's Stakes  | Newmarket  | El Cordobes        | Royaume-Uni | Frankel            | William Buick    | Charlie Appleby        | Godolphin                           | Wimbledon Hawkeye  | Arabian Crown      |
| 11 juillet   | Duchess of Cambridge Stakes | Newmarket  | Venetian Sun       | Royaume-Uni | Starman            | Clifford Lee     | Karl Burke             | T. Bloom & I. McAleavy              | Royal Fixation     | Argentine Tango    |
| 12 juillet   | Superlative Stakes          | Newmarket  | Saba Desert        | Royaume-Uni | Dubawi             | William Buick    | Charlie Appleby        | Godolphin                           | Italy              | Wild Desert        |
| 12 juillet   | Summer Mile Stakes          | Ascot      | Never So Brave     | Royaume-Uni | No Nay Never       | David Probert    | Andrew Balding         | Saeed Suhail                        | Point Lynas        | Haatem             |
| 26 juillet   | York Stakes                 | York       | Royal Champion     | Royaume-Uni | Shamardal          | Clifford Lee     | Karl Burke             | Cheikh M. Obaid Al Maktoum          | Almaqam            | Ecureuil Secret    |
| 29 juillet   | Vintage Stakes              | Goodwood   | Zavateri           | Royaume-Uni | Without Parole     | Charles Bishop   | Eve Johnson Houghton   | Mick & Janice Mariscotti            | Morris Dancer      | Do Or Do Not       |
| 29 juillet   | Lennox Stakes               | Goodwood   | Witness Stand      | Royaume-Uni | Expert Eye         | Hollie Doyle     | R. Newland & J. Insole | Scott Turner & Partners             | Lake Forest        | Audience           |
| 31 juillet   | Richmond Stakes             | Goodwood   | Coppull            | Royaume-Uni | Bated Breath       | David Probert    | Clive Cox              | David W. Armstrong                  | Puerto Rico        | Havana Hurricane   |
| 1er août     | King George Stakes          | Goodwood   | Jm Jungle          | Royaume-Uni | Bungleinthejungle  | Jason Hart       | John & Sean Quinn      | MPS Racing & The Ayshire Tradesmen  | She's Quality      | Time For Sandals   |
| 2 août       | Lillie Langtry Stakes       | Goodwood   | Waardah            | Royaume-Uni | Postponed          | Callum Rodriguez | Owen Burrows           | Cheikh Ahmed Al Maktoum             | Danielle           | Goodie Two Shoes   |
| 16 août      | Hungerford Stakes           | Newbury    | More Thunder       | Royaume-Uni | Night of Thunder   | Tom Marquand     | William Haggas         | Saeed Suhail                        | Witness Stand      | Marvelman          |
| 21 août      | Great Voltigeur Stakes      | York       |                    |             |                    |                  |                        |                                     |                    |                    |
| 22 août      | Lowther Stakes              | York       |                    |             |                    |                  |                        |                                     |                    |                    |
| 23 août      | Lonsdale Cup                | York       |                    |             |                    |                  |                        |                                     |                    |                    |
| 23 août      | Gimcrack Stakes             | York       |                    |             |                    |                  |                        |                                     |                    |                    |
| 24 août      | Celebration Mile            | Goodwood   |                    |             |                    |                  |                        |                                     |                    |                    |
| 12 septembre | Park Hill Stakes            | Doncaster  |                    |             |                    |                  |                        |                                     |                    |                    |
| 12 septembre | May Hill Stakes             | Doncaster  |                    |             |                    |                  |                        |                                     |                    |                    |
| 13 septembre | Doncaster Cup               | Doncaster  |                    |             |                    |                  |                        |                                     |                    |                    |
| 13 septembre | Flying Childers Stakes      | Doncaster  |                    |             |                    |                  |                        |                                     |                    |                    |
| 14 septembre | Champagne Stakes            | Doncaster  |                    |             |                    |                  |                        |                                     |                    |                    |
| 14 septembre | Park Stakes                 | Doncaster  |                    |             |                    |                  |                        |                                     |                    |                    |
| 21 septembre | Mill Reef Stakes            | Newbury    |                    |             |                    |                  |                        |                                     |                    |                    |
| 27 septembre | Joel Stakes                 | Newmarket  |                    |             |                    |                  |                        |                                     |                    |                    |
| 27 septembre | Rockfel Stakes              | Newmarket  |                    |             |                    |                  |                        |                                     |                    |                    |
| 28 septembre | Royal Lodge Stakes          | Newmarket  |                    |             |                    |                  |                        |                                     |                    |                    |
| 11 octobre   | Challenge Stakes            | Newmarket  |                    |             |                    |                  |                        |                                     |                    |                    |

##### Courses de groupe III
| Date         | Course                         | Hippodrome | Vainqueur            | Pays        | Père                | Jockey                | Entraîneur           | Propriétaire                       | Deuxième           | Troisième         |
| ------------ | ------------------------------ | ---------- | -------------------- | ----------- | ------------------- | --------------------- | -------------------- | ---------------------------------- | ------------------ | ----------------- |
| 24 février   | Winter Derby                   | Lingfield  | Royal Champion       | Royaume-Uni | Shamardal           | Clifford Lee          | Karl Burke           | Cheikh M. Obaid Al Maktoum         | Military Academy   | Persica           |
| 12 avril     | John Porter Stakes             | Newbury    | Divina Grace         | Royaume-Uni | Golden Horn         | David Probert         | Andrew Balding       | Top Hat and Tails                  | Tabletalk          | Sunway            |
| 12 avril     | Fred Darling Stakes            | Newbury    | Duty First           | Royaume-Uni | Showcasing          | Hollie Doyle          | Archie Watson        | Victorious Racing                  | Hey Boo            | Time For Sandals  |
| 12 avril     | Greenham Stakes                | Newbury    | Jonquil              | Royaume-Uni | Lope de Vega        | Oisin Murphy          | Andrew Balding       | Juddmonte Farms                    | Rashabar           | Saracen           |
| 15 avril     | Earl of Sefton Stakes          | Newmarket  | Persica              | Royaume-Uni | New Bay             | Ryan Moore            | Richard Hannon       | M. Hughes & M. Kerr-Dineen         | Ottoman Fleet      | First Conquest    |
| 15 avril     | Nell Gwyn Stakes               | Newmarket  | Zanzoun              | Royaume-Uni | Dubawi              | Kieran Shoemark       | John & Thady Gosden  | Juddmonte Farms                    | Celestial Orbit    | Remaat            |
| 16 avril     | Abernant Stakes                | Newmarket  | Sajir                | France      | Make Believe        | Oisin Murphy          | André Fabre          | Prince A.A. Faisal                 | Grand Grey         | Lethal Levi       |
| 16 avril     | Craven Stakes                  | Newmarket  | Field of Gold        | Royaume-Uni | Kingman             | Kieran Shoemark       | John & Thady Gosden  | Juddmonte Farms                    | Wimbledon Hawkeye  | Aomori City       |
| 25 avril     | Gordon Richards Stakes         | Sandown    | Al Aasy              | Royaume-Uni | Sea The Stars       | Jim Crowley           | William Haggas       | Shadwell Estate Co. Ltd            | Ancient Wisdom     | Almaqam           |
| 25 avril     | Classic Trial                  | Sandown    | Swagman              | Irlande     | Wootton Bassett     | Ryan Moore            | Aidan O'Brien        | Coolmore                           | Windlord           | Damysus           |
| 30 avril     | Sagaro Stakes                  | Ascot      | Yashin               | Irlande     | Churchill           | Callum Shepherd       | Michael Bell         | Mizons, Bakers & Lewitt            | Coltrane           | Divine Comedy     |
| 30 avril     | Commonwealth Cup Trial         | Ascot      | Big Mojo             | Royaume-Uni | Mohaather           | Tom Marquand          | Michael Appleby      | RP Racing Ltd                      | Diablo Rojo        | Ain't Nobody      |
| 3 mai        | Palace House Stakes            | Newmarket  | Rumstar              | Royaume-Uni | Havana Grey         | Rob Hornby            | Jonathan Portman     | Vincent & Russell Ward             | She's Quality      | Clarendon House   |
| 7 mai        | Chester Vase                   | Chester    | Lambourn             | Irlande     | Australia           | Ryan Moore            | Aidan O'Brien        | Coolmore                           | Lazy Griff         | Convergent        |
| 8 mai        | Ormonde Stakes                 | Chester    | Illinois             | Irlande     | Galileo             | Ryan Moore            | Aidan O'Brien        | Coolmore                           | Al Qareem          | Absurde           |
| 10 mai       | Chartwell Fillies' Stakes      | Lingfield  | Great Generation     | Royaume-Uni | Holy Roman Emperor  | Marco Ghiani          | Marco Botti          | Cayton Park Stud Ltd               | Jabaara            | Spiritual         |
| 14 mai       | Musidora Stakes                | York       | Whirl                | Irlande     | Wootton Bassett     | Ryan Moore            | Aidan O'Brien        | Coolmore                           | Serenity Prayer    | Go Boots          |
| 17 mai       | Aston Park Stakes              | Newbury    | Eydon                | Royaume-Uni | Olden Times         | Oisin Murphy          | Andrew Balding       | Prince A. Faisal                   | Tabletalk          | El Cordobes       |
| 29 mai       | Henry II Stakes                | Sandown    | Trawlerman           | Royaume-Uni | Golden Horn         | William Buick         | John & Thady Gosden  | Écurie Godolphin                   | Coltrane           | Al Nayyir         |
| 29 mai       | Brigadier Gerard Stakes        | Sandown    | Almaqaam             | Royaume-Uni | Lope de Vega        | Oisin Murphy          | Ed Walker            | Cheikh Ahmed Al Maktoum            | Ombudsman          | Phantom Flight    |
| 31 mai       | Lester Piggott Fillies' Stakes | Haydock    | Estrange             | Royaume-Uni | Night of Thunder    | Daniel Tudhope        | David O'Meara        | Cheveley Park Stud                 | Shaha              | Chorus            |
| 31 mai       | John of Gaunt Stakes           | Haydock    | Ten Bob Tony         | Royaume-Uni | Night of Thunder    | William Buick         | Ed Walker            | TBT Racing                         | Kinross            | Volterra          |
| 31 mai       | Brontë Cup                     | York       | Scenic               | Royaume-Uni | Lope de Vega        | Saffie Osborne        | Ed Walker            | David Ward                         | Term of Endearment | Sueno             |
| 7 juin       | Princess Elizabeth Stakes      | Epsom      | Spiritual            | Royaume-Uni | Invincible Spirit   | Rob Havlin            | John & Thady Gosden  | George Strawbridge                 | Bright Thunder     | Sparks Fly        |
| 7 juin       | Diomed Stakes                  | Epsom      | Persica              | Royaume-Uni | New Bay             | Ryan Moore            | Richard Hannon       | M. Hughes & M. Kerr-Dineen         | Ice Max            | Docklands         |
| 19 juin      | Hampton Court Stakes           | Ascot      | Trinity College      | Irlande     | Dubawi              | Ryan Moore            | Aidan O'Brien        | Coolmore                           | Tornado Alert      | Glittering Legend |
| 20 juin      | Albany Stakes                  | Ascot      | Venetian Sun         | Royaume-Uni | Starman             | Clifford Lee          | Karl Burke           | T. Bloom & I. McAleavy             | Awaken             | Balantina         |
| 21 juin      | Jersey Stakes                  | Ascot      | Noble Champion       | Royaume-Uni | Lope de Vega        | Kieran Shoemark       | Ed Walker            | TBT Racing                         | Spy Chief          | Commanche Brave   |
| 26 juin      | Hoppings Stakes                | Newcastle  | Diamond Rain         | Royaume-Uni | Shamardal           | William Buick         | Charlie Appleby      | Godolphin                          | Tasmania           | Charlotte's Web   |
| 28 juin      | Chipchase Stakes               | Newcastle  | Diligent Harry       | Royaume-Uni | Due Diligence       | Saffie Osborne        | Clive Cox            | The Diliquents                     | Annaf              | Ferrous           |
| 28 juin      | Criterion Stakes               | Newmarket  | Quinault             | Royaume-Uni | Oasis Dream         | Jason Hart            | Stuart Williams      | TJE Racing                         | Room Service       | Paborus           |
| 5 juillet    | Sprint Stakes                  | Sandown    | Rumstar              | Royaume-Uni | Havana Grey         | Rob Hornby            | Jonathan Portman     | Vincent & Russell Ward             | She's Quality      | Shagraan          |
| 10 juillet   | Bahrain Trophy                 | Newmarket  | Scandinavia          | Irlande     | Justify             | Ryan Moore            | Aidan O'Brien        | Coolmore                           | Nightime Dancer    | Hallelujah U      |
| 11 juillet   | Summer Stakes                  | York       | Sayidah Dariyan      | Royaume-Uni | Dariyan             | Billy Loughnane       | Richard Hughes       | Jaber Abdullah                     | Nighteyes          | Celandine         |
| 13 juillet   | John Smith's Silver Cup Stakes | York       | Al Qareem            | Royaume-Uni | Awtaad              | Clifford Lee          | Karl Burke           | Nick Bradley Racing, K. Burke & al | Samui              | Tabletalk         |
| 19 juillet   | Hackwood Stakes                | Newbury    | Rage of Bamby        | Royaume-Uni | Saxon Warrior       | Charles Bishop        | Eve Johnson Houghton | Hot to Trot Racing & A.G. Kavanah  | King's Gamble      | Regional          |
| 26 juillet   | Princess Margaret Stakes       | Ascot      | Fitzella             | Royaume-Uni | Too Darn Hot        | Oisin Murphy          | Hugo Palmer          | D.R. Passant & Hefin Williams      | Staya              | Bella Lyra        |
| 26 juillet   | Valiant Fillies' Stakes        | Ascot      | Cheshire Dancer      | Royaume-Uni | Phoenix of Spain    | Billy Loughnane       | Hugo Palmer          | Ciara Eglilngton                   | American Gal       | Chantilly Lace    |
| 30 juillet   | Oak Tree Stakes                | Goodwood   | Saqqara Sands Tabiti | Royaume-Uni | Oasis Dream Kingman | Rossa Ryan Ryan Moore | Ralph Beckett        | D.J. Deer Juddmonte Farms          |                    | Bright Thunder    |
| 30 juillet   | Molecomb Stakes                | Goodwood   | Lady Iman            | Irlande     | Starman             | Ryan Moore            | Ger Lyons            | A. O'Callaghan                     | Argentine Tango    | Dickensian        |
| 1er août     | Gordon Stakes                  | Goodwood   | Merchant             | Royaume-Uni | Teofilo             | Tom Marquand          | William Haggas       | Highclere Racing & Barn Owl        | Wimbledon Hawkeye  | Windlord          |
| 1er août     | Thoroughbred Stakes            | Goodwood   | Seagulls Eleven      | Royaume-Uni | Galileo Gold        | Oisin Murphy          | Hugo Palmer          | One Two Three Two Plus Four        | Diego Ventura      | King of Cities    |
| 2 août       | Glorious Stakes                | Goodwood   | Al Aasy              | Royaume-Uni | Sea The Stars       | Jim Crowley           | William Haggas       | Shadwell Estate Co. Ltd            | Meydaan            | Candleford        |
| 9 août       | Sweet Solera Stakes            | Newmarket  | Dance To The Music   | Royaume-Uni | Dubawi              | Billy Loughnane       | Charlie Appleby      | Godolphin                          | Princess Petrol    | Venetian Lace     |
| 9 août       | Rose of Lancaster Stakes       | Haydock    | Royal Dubai          | Royaume-Uni | Seahenge            | Callum Rodriguez      | Owen Burrows         | Saeed Sultan Al Rahoomi            | Military Order     | Haunted Dream     |
| 16 août      | Geoffrey Freer Stakes          | Newbury    | Furthur              | Royaume-Uni | Waldgeist           | Oisin Murphy          | Andrew Balding       | The Merry Pranksters & Partner     | Epic Poet          | Candleford        |
| 21 août      | Acomb Stakes                   | York       |                      |             |                     |                       |                      |                                    |                    |                   |
| 24 août      | Strensall Stakes               | York       |                      |             |                     |                       |                      |                                    |                    |                   |
| 24 août      | Prestige Stakes                | Goodwood   |                      |             |                     |                       |                      |                                    |                    |                   |
| 24 août      | Winter Hill Stakes             | Windsor    |                      |             |                     |                       |                      |                                    |                    |                   |
| 31 août      | Solario Stakes                 | Sandown    |                      |             |                     |                       |                      |                                    |                    |                   |
| 31 août      | Atalanta Stakes                | Sandown    |                      |             |                     |                       |                      |                                    |                    |                   |
| 7 septembre  | Superior Mile                  | Haydock    |                      |             |                     |                       |                      |                                    |                    |                   |
| 7 septembre  | Sirenia Stakes                 | Kempton    |                      |             |                     |                       |                      |                                    |                    |                   |
| 7 septembre  | September Stakes               | Kempton    |                      |             |                     |                       |                      |                                    |                    |                   |
| 13 septembre | Dick Poole Fillies' Stakes     | Salisbury  |                      |             |                     |                       |                      |                                    |                    |                   |
| 15 septembre | Sceptre Stakes                 | Doncaster  |                      |             |                     |                       |                      |                                    |                    |                   |
| 21 septembre | World Trophy                   | Newbury    |                      |             |                     |                       |                      |                                    |                    |                   |
| 21 septembre | Firth of Clyde Stakes          | Ayr        |                      |             |                     |                       |                      |                                    |                    |                   |
| 26 septembre | Somerville Tattersall Stakes   | Newmarket  |                      |             |                     |                       |                      |                                    |                    |                   |
| 27 septembre | Princess Royal Stakes          | Newmarket  |                      |             |                     |                       |                      |                                    |                    |                   |
| 5 octobre    | Cumberland Lodge Stakes        | Ascot      |                      |             |                     |                       |                      |                                    |                    |                   |
| 5 octobre    | Bengough Stakes                | Ascot      |                      |             |                     |                       |                      |                                    |                    |                   |
| 11 octobre   | Cornwallis Stakes              | Newmarket  |                      |             |                     |                       |                      |                                    |                    |                   |
| 11 octobre   | Oh So Sharp Stakes             | Newmarket  |                      |             |                     |                       |                      |                                    |                    |                   |
| 11 octobre   | Pride Stakes                   | Newmarket  |                      |             |                     |                       |                      |                                    |                    |                   |
| 12 octobre   | Zetland Stakes                 | Newmarket  |                      |             |                     |                       |                      |                                    |                    |                   |
| 12 octobre   | Autumn Stakes                  | Newmarket  |                      |             |                     |                       |                      |                                    |                    |                   |
| 12 octobre   | Darley Stakes                  | Newmarket  |                      |             |                     |                       |                      |                                    |                    |                   |
|              | Horris Hill Stakes             | Newbury    |                      |             |                     |                       |                      |                                    |                    |                   |
|              | St. Simon Stakes               | Newbury    |                      |             |                     |                       |                      |                                    |                    |                   |

#### Résultats des courses majeures en Irlande

##### Courses de groupe I
| Date         | Course                          | Hippodrome   | Vainqueur     | Pays        | Père            | Jockey      | Entraîneur          | Propriétaire    | Deuxième           | Troisième      |
| ------------ | ------------------------------- | ------------ | ------------- | ----------- | --------------- | ----------- | ------------------- | --------------- | ------------------ | -------------- |
| 24 mai       | Irish 2000 Guineas Stakes       | Curragh      | Field of Gold | Royaume-Uni | Kingman         | Colin Keane | John & Thady Gosden | Juddmonte Farms | Cosmic Year        | Hotazhell      |
| 25 mai       | Irish 1000 Guineas Stakes       | Curragh      | Lake Victoria | Irlande     | Frankel         | Ryan Moore  | Aidan O'Brien       | Coolmore        | California Dreamer | Cercene        |
| 25 mai       | Tattersalls Gold Cup            | Curragh      | Los Angeles   | Irlande     | Camelot         | Ryan Moore  | Aidan O'Brien       | Coolmore        | Anmaat             | Kalpana        |
| 28 juin      | Pretty Polly Stakes             | Curragh      | Whirl         | Irlande     | Wootton Bassett | Ryan Moore  | Aidan O'Brien       | Coolmore        | Kalpana            | Survie         |
| 29 juin      | Irish Derby                     | Curragh      | Lambourn      | Irlande     | Australia       | Ryan Moore  | Aidan O'Brien       | Coolmore        | Serious Contender  | Lazy Griff     |
| 19 juillet   | Irish Oaks                      | Curragh      | Minnie Hauk   | Irlande     | Frankel         | Ryan Moore  | Aidan O'Brien       | Coolmore        | Wemightakedlongway | Island Hopping |
| 9 août       | Phoenix Stakes                  | Curragh      | Power Blue    | Irlande     | Space Blues     | David Egan  | Adrian Murray       | Amo Racing Ltd  | True Love          | Green Sense    |
| 14 septembre | Irish Champion Stakes           | Leopardstown |               |             |                 |             |                     |                 |                    |                |
| 14 septembre | Matron Stakes                   | Leopardstown |               |             |                 |             |                     |                 |                    |                |
| 14 septembre | Golden Fleece Stakes            | Leopardstown |               |             |                 |             |                     |                 |                    |                |
| 15 septembre | Moyglare Stud Stakes            | Curragh      |               |             |                 |             |                     |                 |                    |                |
| 15 septembre | Vincent O'Brien National Stakes | Curragh      |               |             |                 |             |                     |                 |                    |                |
| 15 septembre | Flying Five Stakes              | Curragh      |               |             |                 |             |                     |                 |                    |                |
| 15 septembre | Irish St. Leger                 | Curragh      |               |             |                 |             |                     |                 |                    |                |

##### Courses de groupe II
| Date         | Course                 | Hippodrome   | Vainqueur       | Pays        | Père             | Jockey             | Entraîneur       | Propriétaire                  | Deuxième     | Troisième         |
| ------------ | ---------------------- | ------------ | --------------- | ----------- | ---------------- | ------------------ | ---------------- | ----------------------------- | ------------ | ----------------- |
| 5 mai        | Mooresbridge Stakes    | Curragh      | Los Angeles     | Irlande     | Camelot          | Ryan Moore         | Aidan O'Brien    | Coolmore                      | White Birch  | Trustyourinstinct |
| 25 mai       | Greenlands Stakes      | Curragh      | James's Delight | Royaume-Uni | Invincible Army  | Oisin Murphy       | Clive Cox        | Paul & Clare Rooney           | Lethal Levi  | Big Gossey        |
| 26 mai       | Ridgewood Pearl Stakes | Curragh      | Porta Fortuna   | Irlande     | Caravaggio       | Ryan Moore         | Donnacha O'Brien | Medallion Racing & al.        | One Look     | Naomi Lapaglia    |
| 28 juin      | Balanchine Stakes      | Curragh      | Beautify        | Irlande     | Wootton Bassett  | Ryan Moore         | Aidan O'Brien    | Coolmore                      | Lady Iman    | Skydance          |
| 19 juillet   | Railway Stakes         | Curragh      | True Love       | Irlande     | No Nay Never     | Ryan Moore         | Aidan O'Brien    | Coolmore                      | Puerto Rico  | Power Blue        |
| 19 juillet   | Sapphire Stakes        | Curragh      | Arizona Blaze   | Irlande     | Sergei Prokofiev | David Egan         | Adrian Murray    | AMO Racing Ltd & G. de Aguiar | Mgheera      | Songhai           |
| 19 juillet   | Curragh Cup            | Curragh      | Al Riffa        | Irlande     | Wootton Bassett  | Dylan B. McDonagle | Joseph O'Brien   | Al Riffa Syndicate            | Shackleton   | Drawn To Dream    |
| 20 juillet   | Minstrel Stakes        | Curragh      | Diego Velazquez | Irlande     | Frankel          | Ryan Moore         | Aidan O'Brien    | Coolmore                      | East Hampton | Mutasarref        |
| 24 août      | Debutante Stakes       | Curragh      |                 |             |                  |                    |                  |                               |              |                   |
| 24 août      | Futurity Stakes        | Curragh      |                 |             |                  |                    |                  |                               |              |                   |
| 14 septembre | Solonaway Stakes       | Leopardstown |                 |             |                  |                    |                  |                               |              |                   |
| 15 septembre | Blandford Stakes       | Curragh      |                 |             |                  |                    |                  |                               |              |                   |
| 28 septembre | Beresford Stakes       | Curragh      |                 |             |                  |                    |                  |                               |              |                   |

##### Courses de groupe III
| Date          | Course                                 | Hippodrome   | Vainqueur          | Pays        | Père               | Jockey             | Entraîneur          | Propriétaire                     | Deuxième           | Troisième        |
| ------------- | -------------------------------------- | ------------ | ------------------ | ----------- | ------------------ | ------------------ | ------------------- | -------------------------------- | ------------------ | ---------------- |
| 30 mars       | Leopardstown 2000 Guineas Trial Stakes | Leopardstown | Henri Matisse      | Irlande     | Wootton Bassett    | Ryan Moore         | Aidan O'Brien       | Coolmore                         | Comanche Brave     | Arizona Blaze    |
| 30 mars       | Leopardstown 1000 Guineas Trial Stakes | Leopardstown | Swelter            | Irlande     | Kingman            | Chris Hayes        | Dermot Weld         | Juddmonte Farms                  | Exactly            | Cercene          |
| 30 mars       | Ballysax Stakes                        | Leopardstown | Delacroix          | Irlande     | Dubawi             | Ryan Moore         | Aidan O'Brien       | Coolmore                         | Lambourn           | Tiberius Thunder |
| 12 avril      | Park Express Stakes                    | Curragh      | One Look           | Irlande     | Gleneagles         | William J. Lee     | Paddy Twomey        | Connolly Racing                  | Ecstatic           | Naomi Lapaglia   |
| 12 avril      | Alleged Stakes                         | Curragh      | Galen              | Irlande     | Gleneagles         | Dylan B. McDonagle | Joseph O'Brien      | Barry Taylor & Co                | Jan Brueghel       | Sons And Lovers  |
| 26 avril      | Salsabil Stakes                        | Navan        | Wemightakedlongway | Irlande     | Australia          | Dylan B. McDonagle | Joseph O'Brien      | E.S. Racing                      | Catalina Delcarpio | Island Hopping   |
| 5 mai         | Athasi Stakes                          | Curragh      | Atsila             | Irlande     | Phoenix of Spain   | Gavin Ryan         | Donnacha O'Brien    | Barry Fowler                     | Cercene            | Barnavara        |
| 11 mai        | Derby Trial Stakes                     | Leopardstown | Delacroix          | Irlande     | Dubawi             | Wayne Lordan       | Aidan O'Brien       | Coolmore                         | Purview            | Tennessee Stud   |
| 11 mai        | Cornelscourt Stakes                    | Leopardstown | Vera's Secret      | Irlande     | Epaulette          | Seamie Heffernan   | John James Feane    | J. Browne                        | Fiery Lucy         | Bella Isabella   |
| 16 mai        | Saval Beg Stakes                       | Leopardstown | Kyprios            | Irlande     | Dubawi             | Ryan Moore         | Aidan O'Brien       | Moyglare Stud Farm & Coolmore    | Dallas Star        | Satin            |
| 18 mai        | Lacken Stakes                          | Naas         | Babouche           | Irlande     | Kodiac             | Colin Keane        | Ger Lyons           | Juddmonte Farms                  | Whistlejacket      | Carla Ridge      |
| 18 mai        | Fillies' Sprint Stakes                 | Naas         | Lady Iman          | Irlande     | Starman            | Colin Keane        | Ger Lyons           | A. O'Callaghan                   | Green Sense        | Signora          |
| 23 mai        | Gallinule Stakes                       | Curragh      | Thrice             | Irlande     | Wootton Bassett    | Wayne Lordan       | Aidan O'Brien       | Coolmore                         | Emit               | Reyenzi          |
| 25 mai        | Marble Hill Stakes                     | Curragh      | Albert Einstein    | Irlande     | Wootton Bassett    | Ryan Moore         | Aidan O'Brien       | Coolmore                         | Power Blue         | Andab            |
| 12 juin       | Ballycorus Stakes                      | Leopardstown | Copacabana Sands   | Irlande     | Sands of Mali      | Wayne Lordan       | Michael O'Callaghan | Barbara Keller                   | Easy               | Zodiac Bear      |
| 13 juin       | Munster Oaks                           | Leopardstown | Magical Hope       | Royaume-Uni | Frankel            | Colin Keane        | Paddy Twomey        | S. Weston, Ballylinch Stud & al. | Lemsairbat         | Enfranchise      |
| 25 juin       | Blue Wind Stakes                       | Naas         | Barnavara          | Irlande     | Calyx              | Shane Foley        | Jessica Harrington  | Alpha Racing                     | Faiyum             | And So To Bed    |
| 28 juin       | Anglesey Stakes                        | Curragh      | Suzie Songs        | Irlande     | Starspangledbanner | Colin Keane        | Ger Lyons           | Moyglare Stud Farm               | Flushing Meadows   | Stop The Nation  |
| 28 juin       | International Stakes                   | Curragh      | Trustyourinstinct  | Irlande     | Churchill          | Dylan B. McDonagle | Joseph O'Brien      | John P. McManus                  | Layfayette         | Deepone          |
| 9 juillet     | Stanerra Stakes                        | Fairyhouse   | Goodie Two Shoes   | Irlande     | Fastnet Rock       | Dylan B. McDonagle | Joseph O'Brien      | John P. McManus                  | Drawn To Dream     | Royal Entry      |
| 10 juillet    | Brownstown Stakes                      | Leopardstown | Vera's Secret      | Irlande     | Epaulette          | Seamie Heffernan   | John James Feane    | J. Browne                        | Dance Night Andday | Chantez          |
| 18 juillet    | Meld Stakes                            | Leopardstown | Snellen            | Irlande     | Expert Eye         | Shane Foley        | Gavin Cromwell      | Tim Porter                       | Purview            | Galen            |
| 20 juillet    | Rathbride Stakes                       | Curragh      | One Look           | Irlande     | Gleneagles         | Wayne Lordan       | Paddy Twomey        | Connolly Racing                  | Azada              | Tasmania         |
| 24 juillet    | Silver Flash Stakes                    | Leopardstown | Composing          | Irlande     | Wootton Bassett    | Ryan Moore         | Aidan O'Brien       | Coolmore                         | Skydance           | Smexy            |
| 24 juillet    | Tyros Stakes                           | Leopardstown | North Coast        | Irlande     | Starman            | Dylan B. McDonagle | Joseph O'Brien      | John C. Oxley                    | Flushing Meadows   | Prospect Thunder |
| 7 août        | Desmond Stakes                         | Leopardstown | Johan              | Royaume-Uni | Zoffany            | Ronan Whelan       | Jack Channon        | Jon & Julia Aisbitt              | Alakazi            | Chicago Critic   |
| 7 août        | Ballyroan Stakes                       | Leopardstown | Sons And Lovers    | Royaume-Uni | Study of Man       | Dylan B. McDonagle | Joseph O'Brien      | HOS Syndicate                    | Crystal Black      | Siege of Troy    |
| 9 août        | Phoenix Sprint Stakes                  | Curragh      | Bucanero Fuerte    | Irlande     | Wootton Bassett    | David Egan         | Adrian Murray       | Amo Racing Ltd & G. de Aguilar   | My Mate Alfie      | Kind of Blue     |
| 14 août       | Give Thanks Stakes                     | Cork         | Elana Osario       | Irlande     | Lope de Vega       | Colin Keane        | Paddy Twomey        | Robert J.W. Moran                | Island Hopping     | Ameerat Jumaira  |
| 16 août       | Royal Whip Stakes                      | Curragh      | Zahrann            | Irlande     | Night of Thunder   | Ben Coen           | John P. Murtagh     | S.A. Aga Khan                    | Tangapour          | Galen            |
| 16 août       | Irish St Leger Trial Stakes            | Curragh      | Leinster           | Irlande     | Camelot            | Dylan B. McDonagle | Joseph O'Brien      | Al Shira'aa Racing Ltd           | Dallas Star        | Absurde          |
| 25 août       | Ballyogan Stakes                       |              |                    |             |                    |                    |                     |                                  |                    |                  |
| 31 août       | Flame Of Tara Stakes                   |              |                    |             |                    |                    |                     |                                  |                    |                  |
| 31 août       | Round Tower Stakes                     |              |                    |             |                    |                    |                     |                                  |                    |                  |
| 31 août       | Snow Fairy Stakes                      |              |                    |             |                    |                    |                     |                                  |                    |                  |
| 1er septembre | Fairy Bridge Stakes                    |              |                    |             |                    |                    |                     |                                  |                    |                  |
| 14 septembre  | Kilternan Stakes                       |              |                    |             |                    |                    |                     |                                  |                    |                  |
| 21 septembre  | Denny Cordell & Lanwades Stud Stakes   |              |                    |             |                    |                    |                     |                                  |                    |                  |
| 29 septembre  | Weld Park Stakes                       |              |                    |             |                    |                    |                     |                                  |                    |                  |
| 29 septembre  | Renaissance Stakes                     |              |                    |             |                    |                    |                     |                                  |                    |                  |
| 19 octobre    | Killavullan Stakes                     |              |                    |             |                    |                    |                     |                                  |                    |                  |
| 19 octobre    | Eyrefield Stakes                       |              |                    |             |                    |                    |                     |                                  |                    |                  |
| 25 octobre    | Mercury Stakes                         |              |                    |             |                    |                    |                     |                                  |                    |                  |
| 3 novembre    | Loughbrown Stakes                      |              |                    |             |                    |                    |                     |                                  |                    |                  |

#### Résultats des courses majeures en Allemagne

##### Courses de groupe I
| Date          | Course                 | Hippodrome  | Vainqueur       | Pays        | Père           | Jockey          | Entraîneur        | Propriétaire     | Deuxième     | Troisième  |
| ------------- | ---------------------- | ----------- | --------------- | ----------- | -------------- | --------------- | ----------------- | ---------------- | ------------ | ---------- |
| 6 juillet     | Derby Allemand         | Hambourg    | Hochkönig       | Allemagne   | Polish Vulcano | Nina Baltromei  | Yasmin Almenrader | Stall Cloverleaf | Convergent   | Lazio      |
| 27 juillet    | Grosser Dallmayr-Preis | Munich      | Tornado Alert   | Royaume-Uni | Too Darn Hot   | Oisin Murphy    | Saeed bin Suroor  | Godolphin        | Map of Stars | Lazio      |
| 3 août        | Preis der Diana        | Düsseldorf  | Nicoreni        | Allemagne   | Brametot       | Leon Wolf       | Peter Schiergen   | Gestüt Ebbesloh  | Innora       | Nyra       |
| 10 août       | Grand Prix de Berlin   | Hoppegarten | Rebel's Romance | Royaume-Uni | Dubawi         | Billy Loughnane | Charlie Appleby   | Godolphin        | Junko        | Cold Heart |
| 1er septembre | Grand Prix de Baden    | Baden-Baden |                 |             |                |                 |                   |                  |              |            |
| 22 septembre  | Preis von Europa       | Cologne     |                 |             |                |                 |                   |                  |              |            |
| 10 novembre   | Grand Prix de Bavière  | Munich      |                 |             |                |                 |                   |                  |              |            |

##### Courses de groupe II
| Date          | Course                                 | Hippodrome  | Vainqueur         | Pays      | Père           | Jockey              | Entraîneur        | Propriétaire                 | Deuxième       | Troisième      |
| ------------- | -------------------------------------- | ----------- | ----------------- | --------- | -------------- | ------------------- | ----------------- | ---------------------------- | -------------- | -------------- |
| 21 avril      | Gerling-Preis                          | Cologne     | Alleno            | Allemagne | Nathaniel      | Sibylle Vogt        | Marcel Weiss      | Gestüt Ittlingen             | Lordano        | Rashford       |
| 11 mai        | Oleander-Rennen                        | Hoppegarten | Flatten The Curve | France    | Zarak          | Thore Hammer Hansen | Henk Grewe        | Eckhard Sauren               | Enfranchise    | Waldadler      |
| 18 mai        | Mehl-Mülhens-Rennen                    | Cologne     | Matilda           | Allemagne | Soldier Hollow | Frida Valle Skar    | Yasmin Almenrader | Volker Kaufling              | Ciaran         | Dhitjari       |
| 26 mai        | 1000 Guinées allemandes                | Düsseldorf  | Lady Ilze         | Pologne   | Territories    | Adrie de Vries      | Andreas Wolher    | Westminster Race Horses GMBH | D'Ores et Déjà | Place Fontenoy |
| 1er juin      | Grosser Preis der Badischen Wirtschaft | Dortmund    | Lordano           | Allemagne | Adlerflug      | Leon Wolf           | Marcel Weiss      | Gestüt Ittlingen             | Wilko          | Queimados      |
| 9 juin        | Union-Rennen                           | Cologne     | Zuckerhut         | Allemagne | Almanzor       | Andrasch Starke     | Peter Schiergen   | Rennstall Gestut Hachtsee    | Hochkönig      | Abando         |
| 5 juillet     | Hansa-Preis                            | Hamburg     | Augustus          | Allemagne | Soldier Hollow | Adrie de Vries      | Waldemar Hickst   | Stall Lucky Owner            | Narrativo      | Cold Heart     |
| 31 août       | T. von Zastrow Stutenpreis             | Baden-Baden |                   |           |                |                     |                   |                              |                |                |
| 1er septembre | Oettingen-Rennen                       | Baden-Baden |                   |           |                |                     |                   |                              |                |                |

##### Courses de groupe III
| Date         | Course                                | Hippodrome  | Vainqueur       | Pays      | Père               | Jockey              | Entraîneur        | Propriétaire                 | Deuxième        | Troisième     |
| ------------ | ------------------------------------- | ----------- | --------------- | --------- | ------------------ | ------------------- | ----------------- | ---------------------------- | --------------- | ------------- |
| 13 avril     | Frühjahrs-Meile                       | Düsseldorf  | Geography       | Allemagne | Holy Roman Emperor | Sibylle Vogt        | Peter Schiergen   | Stall Hanse                  | Best Lightning  | Penalty       |
| 27 avril     | Dr. Busch-Memorial                    | Krefeld     | Namaron         | Allemagne | Amaron             | Leon Wolf           | Henk Grewe        | Christian Henze              | Eternal Elixir  | Next Mine     |
| 1er mai      | Bavarian Classic                      | Munich      | Path of Soldier | Allemagne | Soldier Hollow     | Eddy Hardouin       | Peter Schiergen   | Gestüt Park Wiedingen        | Lazio           | Aquaman       |
| 4 mai        | Schwarzgold-Rennen                    | Cologne     | Santagada       | Allemagne | Soldier Hollow     | Leon Wolf           | Peter Schiergen   | Gestüt Park Wiedingen        | Nicoreni        | Lips Vega     |
| 19 mai       | Badener Meile                         | Düsseldorf  | Short Final     | France    | Zelzal             | Ioritz Mendizabal   | Satoshi Kobayashi | S. Allouche & S. Kobayashi   | Namaron         | Switsch       |
| 31 mai       | Derby Trial                           | Baden-Baden | Juwelier        | France    | Wootton Bassett    | Adrie de Vries      | Marco Botti       | Hajro Jusufovic              | Path of Soldier | Next Mine     |
| 9 juin       | Diana-Trial                           | Mülheim     | Lady Charlotte  | Pologne   | Golden Horn        | Adrie de Vries      | Andreas Wolher    | Westminster Race Horses GMBH | Nicoreni        | Fire And Ice  |
| 22 juin      | Grosser Preis der Wirtschaft          | Dortmund    | Best Lightning  | Allemagne | Sidestep           | Martin Seidl        | Andreas Suborics  | Stall Ad Episas              | Next Mine       | New York City |
| 6 juillet    | Hamburger Stutenmeile                 | Hambourg    | Santagada       | Allemagne | Soldier Hollow     | Andrasch Starke     | Peter Schiergen   | Gestüt Park Wiedingen        | Ilda Rosa       | Quebec        |
| 6 juillet    | Hamburger Stuten-Preis                | Hambourg    | Nyra            | Allemagne | Isfahan            | Thore Hammer Hansen | Waldemar Hickst   | Christoph Berglar            | Innora          | Ruby Lips     |
| 8 juillet    | Grosser Preis von Lotto Hamburg       | Hambourg    | Quest The Moon  | Allemagne | Sea The Moon       | Rene Piechulek      | Sarah Steinberg   | Stall Salzburg               | Wintertraum     | Egina         |
| 20 juillet   | Fürstenberg-Rennen                    | Hoppegarten | Padre Palou     | Allemagne | Mastercraftsman    | Thore Hammer Hansen | Henk Grewe        | V. Kaufling                  | Ami de Vega     | Diamond Crown |
| 3 août       | Fritz Henkel-Preis                    | Düsseldorf  | Geography       | Allemagne | Holy Roman Emperor | Andrasch Starke     | Peter Schiergen   | Stall Hanse                  | Aigle Vaillant  | Next Mine     |
| 24 août      | Preis der Sparkassen-Finanzgruppe     | Baden-Baden |                 |           |                    |                     |                   |                              |                 |               |
| 25 août      | Goldene Peitsche                      | Baden-Baden |                 |           |                    |                     |                   |                              |                 |               |
| 28 août      | Zukunfts-Rennen                       | Baden-Baden |                 |           |                    |                     |                   |                              |                 |               |
| 15 septembre | Deutsches St. Leger                   | Dortmund    |                 |           |                    |                     |                   |                              |                 |               |
| 22 septembre | Kölner Sprint Trophy                  | Cologne     |                 |           |                    |                     |                   |                              |                 |               |
| 29 septembre | G. P. der Landeshauptstadt Düsseldorf | Düsseldorf  |                 |           |                    |                     |                   |                              |                 |               |
| 3 octobre    | Preis der Deutschen Einheit           | Hoppegarten |                 |           |                    |                     |                   |                              |                 |               |
| 13 octobre   | Preis des Winterfavoriten             | Cologne     |                 |           |                    |                     |                   |                              |                 |               |
| 20 octobre   | Baden-Württemberg-Trophy              | Baden-Baden |                 |           |                    |                     |                   |                              |                 |               |
| 20 octobre   | Preis der Winterkönigin               | Baden-Baden |                 |           |                    |                     |                   |                              |                 |               |
| 3 novembre   | Silberne Peitsche                     | Munich      |                 |           |                    |                     |                   |                              |                 |               |
|              | Dortmund Grand Prix                   | Dortmund    |                 |           |                    |                     |                   |                              |                 |               |
|              | Herbst Stutenpreis                    | Hanovre     |                 |           |                    |                     |                   |                              |                 |               |

#### Résultats des courses majeures en Italie

##### Courses de groupe 2
| Date        | Course                      | Hippodrome | Vainqueur | Pays        | Père         | Jockey          | Entraîneur  |
| ----------- | --------------------------- | ---------- | --------- | ----------- | ------------ | --------------- | ----------- |
| 2 juin      | Derby Italiano              | Capannelle | Molveno   | Royaume-Uni | Almanzor     | Marco Ghiani    | Marco Botti |
| 22 juin     | Oaks d'Italia               | San Siro   | Klaynn    | Italie      | Make Believe | Cristian Demuro | Endo Botti  |
| 15 octobre  | Gran Premio del Jockey Club | San Siro   |           |             |              |                 |             |
| 22 octobre  | Premio Dormello             | San Siro   |           |             |              |                 |             |
| 22 octobre  | Gran Criterium              | San Siro   |           |             |              |                 |             |
| 29 octobre  | Premio Lydia Tesio          | Capannelle |           |             |              |                 |             |
| 29 octobre  | Premio Roma                 | Capannelle |           |             |              |                 |             |
| 12 novembre | Premio Vittorio di Capua    | San Siro   |           |             |              |                 |             |

##### Courses de groupe 3
| Date        | Course                             | Hippodrome | Vainqueur    | Pays      | Père          | Jockey           | Entraîneur        |
| ----------- | ---------------------------------- | ---------- | ------------ | --------- | ------------- | ---------------- | ----------------- |
| 27 avril    | Premio Parioli                     | Capannelle | Lao Tzu      | Italie    | Kodiac        | Maikol Arras     | Stefano Botti     |
| 27 avril    | Premio Regina Elena                | Capannelle | Klaynn       | Italie    | Make Believe  | Dario Di Tocco   | Endo Botti        |
| 11 mai      | Premio Ambrosiano                  | San Siro   | Borna        | Allemagne | Saxon Warrior | Clément Lecœuvre | Henk Grewe        |
| 2 juin      | Premio Presidente della Repubblica | Capannelle | Woodchuck    | France    | Birchwood     | Antonio Orani    | Nicolas Bellanger |
| 9 juin      | Premio del Giubileo                | San Siro   | Taany        | Italie    | Teofilo       | Alberto Sanna    | Luciano Vitabile  |
| 22 juin     | Premio Carlo Vittadini             | San Siro   | Interstellar | Italie    | Zoffany       | Alessio Satta    | Endo Botti        |
| 22 juin     | Gran Premio di Milano              | San Siro   | Arnis Master | Allemagne | Tai Chi       | Adrie de Vries   | Andreas Suborics  |
| 4 juillet   | Premio Primi Passi                 | San Siro   |              |           |               |                  |                   |
| 8 octobre   | Premio Verziere                    | San Siro   |              |           |               |                  |                   |
| 15 octobre  | Premio del Piazzale                | San Siro   |              |           |               |                  |                   |
| 29 octobre  | Premio Ribot                       | Capannelle |              |           |               |                  |                   |
| 5 novembre  | Premio Guido Berardelli            | Capannelle |              |           |               |                  |                   |
| 12 novembre | Premio Federico Tesio              | San Siro   |              |           |               |                  |                   |
| 18 novembre | St Leger Italiano                  | San Siro   |              |           |               |                  |                   |

#### Résultats des courses majeures aux États-Unis
| Date          | Course                              | Hippodrome       | Vainqueur          | Pays       | Père             | Jockey           | Entraîneur            | Propriétaire                                   | Deuxième         | Troisième          |
| ------------- | ----------------------------------- | ---------------- | ------------------ | ---------- | ---------------- | ---------------- | --------------------- | ---------------------------------------------- | ---------------- | ------------------ |
| 27 janvier    | Pegasus World Cup                   | Gulfstream Park  | White Abarrio      | États-Unis | Race Day         | Irad Ortiz, Jr.  | Saffie A. Joseph, Jr. | C2 Racing, Faisal Al Saud, & Antonio Pagnano   | Locked           | Skippylongstocking |
| 27 janvier    | Pegasus World Cup Turf              | Gulfstream Park  | Spirit of St Louis | États-Unis | Medaglia d'Oro   | Tyler Gaffalione | Chad Brown            | Madaket Stables, M. Dubb & R. Schermerhorn     | Integration      | Chasing The Crown  |
| 29 mars       | Florida Derby                       | Gulfstream Park  | Tappan Street      | États-Unis | Into Mischief    | Luis Saez        | Brad H. Cox           | WinStar Farm, CHC Inc & Cold Press Racing      | Sovereignty      | Neoequos           |
| 6 avril       | Santa Anita Derby                   | Santa Anita Park | Journalism         | États-Unis | Curlin           | Umberto Rispoli  | Michael McCarthy      | Bridlewood Farm, Don Alberto Stable & Co       | Baeza            | Westwood           |
| 2 mai         | Kentucky Oaks                       | Churchill Downs  | Good Cheer         | États-Unis | Medaglia d'Oro   | Luis Saez        | Brad Cox              | Godolphin                                      | Drexel Hill      | Bless The Braken   |
| 3 mai         | Kentucky Derby                      | Churchill Downs  | Sovereignty        | États-Unis | Into Mischief    | Junior Alvarado  | Bill Mott             | Godolphin                                      | Journalism       | Baeza              |
| 3 mai         | Turf Classic Stakes                 | Churchill Downs  | Spirit of St Louis | États-Unis | Medaglia d'Oro   | Manuel Franco    | Chad Brown            | Madaket Stables LLC, M. Dubb & R. Schermerhorn | Mercante         | Highway Robber     |
| 17 mai        | Preakness Stakes                    | Pimlico          | Journalism         | États-Unis | Curlin           | Umberto Rispoli  | Michael McCarthy      | Bridlewood Farm, Don Alberto Stable & Co       | Gosger           | Sandman            |
| 28 mai        | Hollywood Gold Cup                  | Santa Anita Park | Skippylongstocking | États-Unis | Exxagerator      | Irad Ortiz, Jr.  | Saffie A. Joseph, Jr. | Daniel Alonso                                  | Midnight Mammoth | Extensive          |
| 7 juin        | Belmont Stakes                      | Saratoga         | Sovereignty        | États-Unis | Into Mischief    | Junior Alvarado  | Bill Mott             | Godolphin                                      | Journalism       | Baeza              |
| 7 juin        | Metropolitan Handicap               | Saratoga         | Raging Torrent     | États-Unis | Maximus Mischief | Frankie Dettori  | Doug O'Neill          | Yuesheng Zhang & Craig Dado                    | Fierceness       | Just A Touch       |
| 19 juillet    | Haskell Stakes                      | Monmouth Park    | Journalism         | États-Unis | Curlin           | Umberto Rispoli  | Michael McCarthy      | Bridlewood Farm, Don Alberto Stable & Co       | Gosger           | Goal Oriented      |
| 3 août        | Whitney Stakes                      | Saratoga         | Sierra Leone       | États-Unis | Gun Runner       | Flavien Prat     | Chad Brown            | Coolmore & White Birch Farm                    | Highland Falls   | Disarm             |
| 9 août        | Arlington Million                   | Arlington Park   | Fort Washington    | États-Unis | War Front        | Junior Alvarado  | Claude R. McGaughey   | Magic Cap Stables                              | Grand Sonata     | Integration        |
| 24 août       | Travers Stakes                      | Saratoga         |                    |            |                  |                  |                       |                                                |                  |                    |
| 31 août       | Pacific Classic                     | Del Mar          |                    |            |                  |                  |                       |                                                |                  |                    |
| 1er septembre | Jockey Club Gold Cup                | Belmont Park     |                    |            |                  |                  |                       |                                                |                  |                    |
| 28 septembre  | Joe Hirsch Turf Classic Stakes      | Belmont Park     |                    |            |                  |                  |                       |                                                |                  |                    |
| 5 octobre     | Champagne Stakes                    | Belmont Park     |                    |            |                  |                  |                       |                                                |                  |                    |
| 1er novembre  | Breeders' Cup Juvenile              | Del Mar          |                    |            |                  |                  |                       |                                                |                  |                    |
| 1er novembre  | Breeders' Cup Juvenile Turf Sprint  | Del Mar          |                    |            |                  |                  |                       |                                                |                  |                    |
| 1er novembre  | Breeders' Cup Juvenile Fillies      | Del Mar          |                    |            |                  |                  |                       |                                                |                  |                    |
| 1er novembre  | Breeders' Cup Juvenile Fillies Turf | Del Mar          |                    |            |                  |                  |                       |                                                |                  |                    |
| 1er novembre  | Breeders' Cup Juvenile Turf         | Del Mar          |                    |            |                  |                  |                       |                                                |                  |                    |
| 2 novembre    | Breeders' Cup Filly & Mare Sprint   | Del Mar          |                    |            |                  |                  |                       |                                                |                  |                    |
| 2 novembre    | Breeders' Cup Filly & Mare Turf     | Del Mar          |                    |            |                  |                  |                       |                                                |                  |                    |
| 2 novembre    | Breeders' Cup Sprint                | Del Mar          |                    |            |                  |                  |                       |                                                |                  |                    |
| 2 novembre    | Breeders' Cup Turf Sprint           | Del Mar          |                    |            |                  |                  |                       |                                                |                  |                    |
| 2 novembre    | Breeders' Cup Dirt Mile             | Del Mar          |                    |            |                  |                  |                       |                                                |                  |                    |
| 2 novembre    | Breeders' Cup Mile                  | Del Mar          |                    |            |                  |                  |                       |                                                |                  |                    |
| 2 novembre    | Breeders' Cup Distaff               | Del Mar          |                    |            |                  |                  |                       |                                                |                  |                    |
| 2 novembre    | Breeders' Cup Turf                  | Del Mar          |                    |            |                  |                  |                       |                                                |                  |                    |
| 2 novembre    | Breeders' Cup Classic               | Del Mar          |                    |            |                  |                  |                       |                                                |                  |                    |

#### Résultats des courses majeures au Japon
| Date         | Course                    | Hippodrome | Vainqueur      | Pays  | Père          | Jockey             | Entraîneur         | Propriétaire               | Deuxième        | Troisième       |
| ------------ | ------------------------- | ---------- | -------------- | ----- | ------------- | ------------------ | ------------------ | -------------------------- | --------------- | --------------- |
| 6 avril      | Ōsaka Hai                 | Hanshin    | Bellagio Opera | Japon | Lord Kanaloa  | Kazuo Yokoyama     | Hiroyuki Uemura    | Shorai Hayashida           | Lord Del Rey    | Yoho Lake       |
| 13 avril     | Oka Shō                   | Hanshin    | Embroidery     | Japon | Admire Mars   | João Moreira       | Kazutomo Mori      | Silk Racing Co. Ltd        | Arma Veloce     | Lynx Tip        |
| 20 avril     | Satsuki Shō               | Nakayama   | Museum Mile    | Japon | Leontes       | João Moreira       | Daisuke Takayanagi | Sunday Racing Co. Ltd      | Croix du Nord   | Masquerade Ball |
| 4 mai        | Tennō Shō (printemps)     | Kyoto      | Redentor       | Japon | Rulership     | Damian Lane        | Tetsuya Kimura     | U Carrot Farm Co. Ltd      | Byzantine Dream | Shonan La Punta |
| 18 mai       | Victoria Mile             | Fuchū      | Ascoli Piceno  | Japon | Daiwa Major   | Christophe Lemaire | Yoichi Kuroiwa     | Sunday Racing Co. Ltd      | Queen's Walk    | Shirankedo      |
| 25 mai       | Yūshun Himba              | Fuchū      | Kamunyak       | Japon | Black Tide    | Andrasch Starke    | Yasuo Tomomichi    | Makoto Kaneko              | Arma Veloce     | Tagano Abby     |
| 26 mai       | Tokyo Yūshun              | Fuchū      | Croix du Nord  | Japon | Kitasan Black | Yuichi Kitamura    | Takashi Saito      | Sunday Racing Co. Ltd      | Masquerade Ball | Shohei          |
| 8 juin       | Yasuda Kinen              | Fuchū      | Jantar Mantar  | Japon | Palace Malice | Yuga Kagawa        | Tomokazu Takano    | Shadai Race Horses Co. Ltd | Gaia Force      | Soul Rush       |
| 15 juin      | Takarazuka Kinen          | Hanshin    | Meiho Tabaru   | Japon | Gold Ship     | Yutaka Take        | Mamoru Ishibashi   | Yoshio Matsumoto           | Bellagio Opera  | Justin Palace   |
| 29 septembre | Sprinters Stakes          | Nakayama   |                |       |               |                    |                    |                            |                 |                 |
| 13 octobre   | Shūka Shō                 | Kyoto      |                |       |               |                    |                    |                            |                 |                 |
| 20 octobre   | Kikuka Shō                | Kyoto      |                |       |               |                    |                    |                            |                 |                 |
| 27 octobre   | Tennō Shō (automne)       | Kyoto      |                |       |               |                    |                    |                            |                 |                 |
| 10 novembre  | Queen Elizabeth II Cup    | Kyoto      |                |       |               |                    |                    |                            |                 |                 |
| 17 novembre  | Mile Championship         | Hanshin    |                |       |               |                    |                    |                            |                 |                 |
| 24 novembre  | Japan Cup                 | Fuchū      |                |       |               |                    |                    |                            |                 |                 |
| 8 décembre   | Hanshin Juvenile Fillies  | Hanshin    |                |       |               |                    |                    |                            |                 |                 |
| 15 décembre  | Asahi Hai Futurity Stakes | Hanshin    |                |       |               |                    |                    |                            |                 |                 |
| 22 décembre  | Arima Kinen               | Nakayama   |                |       |               |                    |                    |                            |                 |                 |

#### Résultats des courses majeures dans les autres pays
| Date       | Course                 | Pays            | Hippodrome    | Vainqueur        | Pays           | Père            | Jockey            | Entraîneur        | Propriétaire          | Deuxième          | Troisième       |
| ---------- | ---------------------- | --------------- | ------------- | ---------------- | -------------- | --------------- | ----------------- | ----------------- | --------------------- | ----------------- | --------------- |
| 24 février | Saudi Cup              | Arabie saoudite | Riyad         | Forever Young    | Japon          | Real Steel      | Ryusei Sakai      | Yoshito Yahagi    | Susumu Fujita         | Romantic Warrior  | Ushba Tesoro    |
| 5 avril    | Dubaï Golden Shaheen   | Dubaï           | Meydan        | Dark Saffron     | Dubaï          | Flameaway       | Connor Beasley    | Ahmad bin Harmash | Sultan Ali            | Nakatomi          | Tuz             |
| 5 avril    | Dubaï Sheema Classic   | Dubaï           | Meydan        | Danon Decile     | Japon          | Epiphaneia      | Keita Tosaki      | Shogo Yasuda      | Danox Co. Ltd         | Calandagan        | Durezza         |
| 5 avril    | Dubaï Turf             | Dubaï           | Meydan        | Soul Rush        | Japon          | Rulership       | Cristian Demuro   | Yasutoshi Ikee    | Tatsue Ishikawa       | Romantic Warrior  | Maljoom         |
| 5 avril    | Dubaï World Cup        | Dubaï           | Meydan        | Hit Show         | États-Unis     | Candy Ride      | Florent Géroux    | Brad Cox          | Wathnan Racing        | Mixto             | Forever Young   |
| 27 avril   | Queen Elizabeth II Cup | Hong Kong       | Sha Tin       | Tastiera         | Japon          | Satono Crown    | Damian Lane       | Noriyuki Hori     | U Carrot Farm Co. Ltd | Prognosis         | Calif           |
| 6 juillet  | Durban July            | Afrique du Sud  | Greyville     | The Real Prince  | Afrique du Sud | Gimmegreenlight | Craig Zackey      | Dean Kannemeyer   | Khaya Stables Pty Ltd | Eight on Eighteen | Selukwe         |
| 16 août    | E.P. Taylor Stakes     | Canada          | Woodbine      | She Feels Pretty | États-Unis     | Karakontie      | John R. Velazquez | Cherie DeVaux     | Lael Stables          | Diamond Rain      | Ready For Shirl |
| 26 octobre | Cox Plate              | Australie       | Moonee Valley |                  |                |                 |                   |                   |                       |                   |                 |
| 5 novembre | Melbourne Cup          | Australie       | Flemington    |                  |                |                 |                   |                   |                       |                   |                 |
| 8 décembre | Hong Kong Sprint       | Hong Kong       | Sha Tin       |                  |                |                 |                   |                   |                       |                   |                 |
| 8 décembre | Hong Kong Mile         | Hong Kong       | Sha Tin       |                  |                |                 |                   |                   |                       |                   |                 |
| 8 décembre | Hong Kong Vase         | Hong Kong       | Sha Tin       |                  |                |                 |                   |                   |                       |                   |                 |
| 8 décembre | Hong Kong Cup          | Hong Kong       | Sha Tin       |                  |                |                 |                   |                   |                       |                   |                 |

## Faits marquants

### Février
- 22 février : Premier temps fort de la saison, la Saudi Cup est le théâtre d'une lutte épique entre le champion de Hong Kong, Romantic Warrior, et le globe-trotter japonais Forever Young. Le premier prend franchement l'avantage et semble partir pour la gloire, mais son adversaire ne décroche pas et, dix longueurs devant le reste du peloton, grignote mètre après mètre jusqu'à lui prendre une encolure sur le poteau.

### Avril
- 5 avril : Peut-être éprouvés par leur lutte dantesque dans la Saudi Cup, Forever Young et Romantic Warrior sont battus à Meydan. Le premier termine troisième d'une petite Dubai World Cup remportée par l'outsider américain Hit Show. Quant au second, de retour sur le gazon, il subit une nouvelle défaite sur le fil, battu du plus court des nez par le vieux serviteur japonais Soul Rush. À noter, dans le Sheema Classic, la belle victoire du Derby-winner japonais Danon Decile devant le Français Calandagan.
- 12 avril : Toujours fringante à 4 ans, Thorpedo Anna honore son titre de cheval de l'année aux États-Unis en enquillant un sixième groupe 1 dans le Apple Blossom Handicap.
- 12 avril : De l'autre côté du monde, Via Sistina achève sa fabuleuse saison australienne par un succès dans les Queen Elizabeth Stakes, et égale le record établi par la légende Winx avec sept groupe 1 glanés dans la saison.
- 26 avril : Rentrée victorieuse de Kyprios, comme d'habitude, dans les Vintage Crop Stakes à Navan.
- 27 avril : Drame à Sha Tin : Liberty Island se blesse mortellement dans la Queen Elizabeth II Cup.

### Mai
- 3 & 4 mai : Glorieux week-end de Godolphin, de part et d'autre de l'Atlantique : aux États-Unis, l'écurie bleue réussit le doublé Kentucky Oaks / Kentucky Derby (sa première victoire dans la plus grande course américaine) avec Good Cheer et Sovereignty ; en Angleterre, autre doublé classique avec la victoire de Ruling Court dans les 2000 Guinées et celle de l'invaincue Desert Flower dans les 1000 Guinées.
- 11 mai : Henri Matisse remporte la Poule d'Essai des Poulains en abaissant le record des 1 600 mètres de Longchamp à 1'33"91. Dans une Poule d'Essai des Pouliches à peine moins rapide (1'34"05), Zarigana, la petite-fille de la grande Zarkava, une pouliche d'une classe folle mais compliquée, l'emporte sur tapis vert, après la rétrogradation de She's Perfect, coupable de l'avoir gênée dans la ligne droite et qui l'avait devancée d'un tout petit nez.
- 18 mai : Arrivée dramatique dans les Preakness Stakes : en l'absence du vainqueur du Kentucky Derby, Sovereignty, qui a fait l'impasse sur la course, le favori Journalism, son dauphin à Churchill Downs s'extirpe d'une grosse bousculade pour remporter au courage la deuxième manche de la Triple Couronne américaine.
- 25 mai : Après avoir goûté pour la première fois à la défaite dans les 1000 Guinées, la championne européenne des 2 ans, Lake Victoria, renoue brillamment avec le succès dans les 1000 Guinées irlandaises.
- 28 mai : Coolmore annonce la fin de carrière de l'un des plus grands stayers de l'histoire, Kyprios, victime d'une légère blessure dix jours plus tôt lors de sa victoire dans un groupe 3 en Irlande. Il était en lice pour un triplé dans la Gold Cup, dont il était le grandissime favori.

### Juin
- 1er juin : Camille Pissarro offre un deuxième Prix du Jockey Club à Aidan O'Brien.
- 6 juin : Dans les Oaks, première défaite de Desert Flower, la lauréate des 1000 Guinées, battue par un duo de pouliches Coolmore, Minnie Hauk et Whirl.
- 7 juin : Jour de Derby à Epsom : les principaux favoris déçoivent, sauf Lambourn, qui prend la course à son compte pour filer au poteau et offrir à Coolmore le doublé Oaks / Derby.
- 7 juin : Disputés cette année encore sur les 2 000 mètres de Saratoga en raison des travaux en cours à Belmont Park, les Belmont Stakes confirment la hiérarchie des 3 ans, puisque l'arrivée est identique à celle du Kentucky Derby : Sovereignty devant Journalism et Baeza. De quoi, peut-être, donner des regrets à l'entourage de Sovereignty (à qui la FIAH a décerné un rating de 125, supérieur à celui de Justify), d'avoir fait l'impasse sur les Preakness Stakes...
- 15 juin : Francis-Henri Graffard poursuit sa moisson de groupe et manque de peu un triplé dans le Prix de Diane : Gezora l'emporte devant la Coolmore Bedtime Story, ses autres représentantes Cankoura et Mandanaba se classant troisième et quatrième.
- 17-21 juin : Meeting Royal d'Ascot
  - 17 juin : La finale des Guinées, entre les lauréats des Guinées anglaises (Ruling Court), irlandaises (Field of Gold) et françaises (Henri Matisse), tourne à la démonstration : Field of Gold écrase ses adversaires et s'impose en véritable champion devant Henri Matisse et Ruling Court, confirmant qu'il est le meilleur 3 ans européen.
  - 18 juin : Doué, tardif, couvé à 3 ans par John Gosden, Ombudsman s'affirme au plus haut niveau en remportant les Prince of Wales's Stakes.
  - 19 juin : Dauphin de Kyprios lors de l'édition 2024 de la Gold Cup, Trawlerman monte sur le trône laissé vacant par le roi en remportant le marathon d'Ascot en un temps record.
  - 20 juin : Dans les Coronation Stakes, Zarigana est une nouvelle fois victime de son singulier caractère : venue pour gagner, elle se reprend après avoir pris l'avantage et laisse filer la victoire au profit de l'outsider Cercene.
  - 21 juin : Tandis que l'éternel Rebel's Romance remporte la dix-huitième course de sa carrière dans les Hardwicke Stakes, la France remporte enfin une course dans le meeting grâce au sprinter Lazzat, vainqueur des Queen Elizabeth II Jubilee Stakes, record à la clé, devant le Japonais Satono Reve.
- 29 juin : Lambourn réalise en costaud le doublé Derby / Irish Derby. Serious Contender, son dauphin, empêche de reconstituer le podium d'Epsom puisque Lazy Griff et Tennessee Stud se classent troisième et quatrième.
- 29 juin : Après quatre deuxièmes places dans des groupe 1, Calandagan en accroche enfin un dans le Grand Prix de Saint-Cloud.

### Juillet
- 5 juillet : Fantastique choc des générations dans les Eclipse Stakes : les 3 ans Ruling Court (2000 Guinées), Camille Pissarro (Prix du Jockey Club) et Delacroix (favori battu par la distance dans le Derby et premier choix de Ryan Moore) défient les 4 ans, le Français Sosie, triple vainqueur de groupe 1, et le champion en devenir Ombudsman, récent vainqueur des Prince of Wales's Stakes et leader mondial aux ratings. Et c'est Delacroix qui vient coiffer tout ce beau monde sur le poteau, devant Ombudsman et Ruling Court.
- 6 juillet : Dans le Derby Allemand, Hochkönig, entraîné par Yasmin Almenrader, permet à Nina Baltromei, une apprentie-jockey de 27 ans, de devenir la première jockey à remporter un groupe 1 en Allemagne, qui plus est le plus prestigieux du pays, et la première jockey allemande à remporter une course de ce niveau.
- 19 juillet : Minnie Hauk réussit le doublé Oaks / Irish Oaks, et pose ses jalons en vue du Prix de l'Arc de Triomphe[1].
- 26 juillet : Superbe victoire de Calandagan dans les King George VI & Queen Elizabeth Stakes, qui met à la raison une excellente Kalpana, l'increvable Rebel's Romance et Jan Brueghel, qui l'avait battu dans la Coronation Cup.
- 30 juillet : Coup de tonnerre à Goodwood ! Field of Gold, qui passe pour le meilleur miler du monde, si ce n'est le meilleur cheval du monde, subit une énorme déconvenue dans les Sussex Stakes. Les leaders des écuries Juddmonte et Coolmore mènent à vive allure, les favoris les oublient... et finalement l'un d'eux, Qirat, un cheval de handicap coté à 150/1, va jusqu'au bout pour Juddmonte. Une bonne blague qui se produit parfois en course, mais Field of Gold n'en est pas moins nettement battu par Rosallion et Henri Matisse, terminant quatrième. Cependant, Juddmonte Farms annonce quelques jours plus tard que le cheval est rentré boiteux.

### Août
- 5 août : la France se dote enfin d'un Hall of Fame, où sont intronisés les personnalités du monde hippique et les plus fameux chevaux ayant brillé dans l'Hexagone. Contrairement à ses homologues, le panthéon hippique français donne dans le massif : la première fournée inclut pas moins de 49 chevaux, 24 propriétaires et éleveurs, 25 entraîneurs et jockeys, et 8 personnalités[2].

## Décès

### Hommes et femmes du monde hippique
- 4 février : Karim Aga Khan IV, à 88 ans[3], l'une des plus grandes figures du monde hippique. À la tête d'un élevage et d'une écurie de courses légendaires, ses couleurs ont rayonné durant plus de six décennies, portées par les champions Zarkava, Blushing Groom, Shergar, Akiyda, Darshaan, Daylami, Sendawar, Sinndar, Dalakhani, Zarkava, Siyouni, Zarak, Vadeni, Tarnawa ou encore Tahiyra. Ses étalons Sea The Stars et Siyouni comptent parmi les meilleurs reproducteurs au monde.
- 26 avril : Mohamed Obaida, propriétaire des vainqueurs de groupe 1 Sayyedati, Air Express ou encore Dubai Honour[4].
- 4 mai : Henri Devin, à 71 ans[5], propriétaire et éleveur, animateur du Haras du Mesnil, où furent stationnés les étalons de tête en obstacles Turgeon et Doctor Dino. La casaque Devin s'est illustrée en obstacles, mais aussi en plat avec Terre à Terre ou Ange Gabriel.
- 25 mai : Christophe Clément, à 59 ans[6], entraîneur français installé aux États-Unis, où il eut notamment sous sa responsabilité le vainqueur classique Tonalist et Gio Ponti, cheval d'âge de l'année en 2009.
- 20 juin : Kevin Prendergast, à 93 ans, entraîneur irlandais. Fils du pionnier Paddy Prendergast, il avait remporté plus de 2000 victoires dont neuf classiques, le dernier en 2016, à 84 ans, avec Awtaad dans les Irish 2000 Guineas.
- 26 juin : Barry Hills, à 88 ans, entraîneur britannique. Entraîneur de plus de 3 000 vainqueurs, dont Rheingold, lauréat du Prix de l'Arc de Triomphe 1973, il comptait sept classiques anglais et irlandais à son palmarès.
- 28 juin : D. Wayne Lukas, à 89 ans. L'un des plus grands entraîneurs de l'histoire des courses américaines : 15 succès dans les courses de la Triple Couronne (le premier avec Codex en 1980 dans les Preakness Stakes, le dernier avec Seize The Grey dans la même course en 2024)  et 20 dans les épreuves de la Breeders' Cup. Tête de liste des entraîneurs à de multiples reprises, membre du Hall of Fame des courses américaines, récompensé de quatre Eclipse Awards du meilleur entraîneur et de l'Eclipse Award of Merit, Wayne Lukas fut le mentor de Thunder Gulch, Winning Colors, Charismatic, Lady's Secret ou encore Tabasco Cat. Deux semaines avant son trépas, il avait sellé son 4 953e et dernier vainqueur.

### Chevaux
- 27 avril : Liberty Island, à 5 ans. Lauréat de la triple couronne des pouliches japonaises en 2023.
- 9 mai : Westerner, à 26 ans. Élu stayer de l'année en Europe en 2004 et 2005, il avait remporté la Gold Cup en 2005, inscrit deux fois son nom au palmarès du Prix Royal Oak et du Prix du Cadran, et terminé deuxième de Hurricane Run dans le Prix de l'Arc de Triomphe 2005.
- 11 juin : Snitzel, à 23 ans. Vainqueur de groupe 1 sur le sprint, quatre fois tête de liste des étalons en Australie.
- 29 juillet : Trueshan, à 9 ans : Stayer de l'année en Europe (2021), triple vainqueur de la British Champions Long Distance Cup, double vainqueur du Prix du Cadran, lauréat de la Goodwood Cup, et vaillant coursier s'il en est, fait la course de trop dans la Goodwood Cup, la 36ème de sa trop longue carrière, et meurt au champ d'honneur.